# Storia del fascismo italiano

Lo stemma del Regno d'Italia durante il ventennio

La storia del fascismo italiano prende avvio alla fine del 1914 con la fondazione, da parte del giornalista Benito Mussolini, del movimento dei Fasci d'Azione Rivoluzionaria, in seno ad un movimento interventista nella prima guerra mondiale.
Le espressioni ventennio fascista o, semplicemente, ventennio si riferiscono al periodo che va dalla presa del potere del fascismo e di Benito Mussolini, ufficialmente avvenuta il 31 ottobre 1922, sino alla fine del regime, avvenuta formalmente il 25 luglio 1943. Specialmente dalla propaganda del regime, veniva inoltre utilizzata la locuzione Italia fascista per indicare il Regno d'Italia sotto il governo di Mussolini e del Partito Nazionale Fascista.

## Il primo dopoguerra e la situazione sociale
All'indomani della prima guerra mondiale il Regno d'Italia si trovò in una situazione economica, politica e sociale difficile e precaria. Il drammatico conto presentato dalla guerra in termini di perdite umane fu pesantissimo, con oltre 650 000 caduti e circa 1 500 000 tra mutilati, feriti e dispersi, senza contare le distruzioni occorse nell'Italia nord-orientale, divenuta fronte bellico con il dislocamento e, sovente, la perdita della casa e di ogni bene da parte di centinaia di migliaia di profughi che erano fuggiti dalle loro case trovatesi nel mezzo di assalti e bombardamenti.
Il sorgere della Jugoslavia alle frontiere orientali pose una pesante e decisiva ipoteca sulle idee di irredentismo italiano, con l'acquisizione dei territori promessi e inclusi nel patto di Londra: gli altri Alleati si erano appoggiati ai quattordici punti del presidente statunitense Woodrow Wilson per assegnare allo Stato degli Sloveni, Croati e Serbi stesso (in slavo SHS, Slovenaca, Hrvata i Srba, il Regno dei Serbi, dei Croati e degli Sloveni a partire dal 1º dicembre) la Dalmazia, Fiume (che secondo il trattato del 1915 sarebbe dovuto restare all'Impero austro-ungarico o, in subordine, a un minuscolo Stato croato) e l'Istria orientale. 
La città - dal canto suo - aveva espresso fin dagli ultimi fuochi della guerra la volontà di essere riunita all'Italia, ponendo in tal modo il governo di Roma nell'imbarazzo di dover accettare i voti della cittadinanza fiumana e, contemporaneamente, entrare in urto con Francia, Regno Unito, Stati Uniti e Regno di Jugoslavia. Infine, nonostante la fine delle ostilità con gli Imperi centrali, l'Italia restava coinvolta nella campagna di Albania, dai contorni incerti e dagli obiettivi ancora più incerti, mentre il Montenegro, Stato vincitore della guerra e col quale l'Italia per motivi dinastici e strategici intratteneva rapporti privilegiati, veniva annesso alla Jugoslavia con il consenso delle altre potenze alleate e ciò venne recepito come un'altra grave ferita alla politica adriatica italiana.
Alla situazione politica internazionale difficile si aggiungeva una situazione economica interna drammatica: l'Italia dipendeva in buona parte dalle importazioni oltremare di grano e carbone e aveva contratto pesantissimi debiti con gli Stati Uniti. Le casse statali erano quasi vuote, con la lira che durante il conflitto, aveva perso buona parte del suo valore, con un costo della vita aumentato di almeno il 450%. Alla mancanza di materie seguiva anche la progressiva smobilitazione del Regio Esercito (dopo averne impiegato una significativa parte come manodopera per le immediate necessità del dopoguerra e nel primo raccolto del 1919) e la fine della produzione bellica, che implicava una riconversione delle fabbriche. La mancanza di un solido mercato interno e la crisi di quelli esteri impediva - tuttavia - che la produzione potesse trovare sfogo e, di conseguenza, numerose manifatture semplicemente chiusero.
In breve, inoltre, l'Italia si trovò ad affrontare il problema dell'assorbimento di centinaia di migliaia di disoccupati dell'industria di guerra e di milioni di soldati smobilitati. Le promesse a loro indirizzate durante la guerra  (come l'espropriazione di terre ai latifondisti e la loro distribuzione in lotti ai reduci) non furono rispettate, provocando delusione e rabbia. L'attrito fra le masse di ex combattenti e quelle operaie si delineò immediatamente, con l'accusa nei confronti dei secondi di essersi "imboscati" e dei primi di essere stati "servi della guerra borghese". In un primo momento ciò provocò un'importante crescita di partiti e movimenti della sinistra, in particolar modo del Partito Socialista Italiano, la cui componente minoritaria rivoluzionaria era chiaramente galvanizzata dal successo della rivoluzione russa. La fine della guerra, delle restrizioni politiche e della censura permise di riprendere le attività propagandistiche e sindacali. A destra, invece, le formazioni interventiste e nazionaliste si scatenavano nella contestazione del governo e dei trattati di pace, mentre attorno ai circoli dannunziani emergeva il concetto della "vittoria mutilata", che sarebbe divenuto il simbolo della delusione dell'opinione pubblica italiana.
Lo Stato si venne quindi a trovare sotto un triplice attacco: dall'estero, con l'evidente tentativo delle potenze alleate di ridimensionare la portata della vittoria e delle rivendicazioni italiane a  vantaggio del Regno di Jugoslavia. Dalle formazioni socialiste e sindacali, che intrapresero una campagna para-rivoluzionaria, soprattutto attraverso una durissima campagna di scioperi. Dalle formazioni nazionaliste, la cui campagna denigratoria verso l'azione del governo sarebbe culminata nel settembre 1919 con l'Impresa di Fiume. 
A risentire di questa instabilità fu principalmente l'ordine pubblico, con l'acuirsi del radicalismo e della violenza, l'urto fra le compagini socialiste e internazionaliste (compresse durante gli anni del conflitto e ora libere di agire nuovamente) e quelle nazionaliste e interventiste. Subito dopo la fine della prima guerra mondiale, l'iniziativa politica rimase nelle mani dei movimenti sindacali rappresentati dalle leghe socialiste e popolari che lanciarono un'escalation di scioperi e occupazioni, storicamente nota come "Biennio rosso", culminata nell'estate del 1920 in un'occupazione generalizzata di terreni agricoli, opifici e installazioni industriali in quasi tutta l'Italia, con esperimenti di autogestione, autoproduzione e la creazione di consigli di fabbrica sul modello dei soviet.

## La nascita del fascismo

### Ifasci di combattimentoe la genesi del fascismo

Mussolini quando era direttore dell'Avanti!

Immediatamente prima della fine del conflitto mondiale, Benito Mussolini, uno degli esponenti  in vista dell'interventismo, agì cercando varie sponde per dar vita a un movimento che imprimesse alla guerra una svolta rivoluzionaria. Tuttavia i suoi sforzi riuscirono a concretizzarsi solo sei mesi dopo il termine delle ostilità, quando un  gruppo di reduci e intellettuali interventisti, nazionalisti, anarchici e sindacalisti rivoluzionari, si radunò in un locale di piazza San Sepolcro a Milano, dando vita ai Fasci di combattimento, il cui programma si configurava come rivoluzionario, socialista e nazionalista.
Dagli strati sociali scontenti e soggetti alle suggestioni della propaganda nazionalista che, a seguito dei trattati di pace, si infiammò e alimentò il mito della vittoria mutilata, emersero organizzazioni di reduci e, in particolare, quelle che raccoglievano gli ex-arditi. Queste ultime, riconosciute subito dai comandi militari come fonte di turbolenza politica, furono sciolte e i membri congedati, restituendo alla vita civile decine di migliaia di ex soldati agguerriti e portatori di un'ideologia aggressiva, intollerante, violenta e gerarchizzante. Fra costoro, e fra gli altri congedati all'inquietudine generalizzato, si accompagnò  un profondo risentimento causato dal non aver ottenuto un adeguato riconoscimento per i sacrifici, il coraggio e lo sprezzo del pericolo dimostrati in anni di durissimi combattimenti al fronte e per le offese subite dai militanti socialisti, giunte fino alla bastonatura degli ufficiali in uniforme e all'insulto nei confronti dei decorati che ostentassero le medaglie. Come numerosi storici hanno riportato (ad esempio Federico Chabod) è principalmente dalla  borghesia rurale, che il primitivo fascismo attinge i suoi militanti. Questo strato sociale – , tendenzialmente costretto in Italia da un proletariato industriale e agricolo organizzato e rappresentato da partiti di massa (PSI e popolari) e sindacati e l'alta borghesia, protagonista ed egemone dell'Italia del periodo liberale – , con la guerra aveva acquisito un ruolo fondamentale, fornendo alle forze armate italiane il nerbo degli ufficiali di complemento.
In qualche misura, a fronte dunque delle altre classi sociali, già organizzate o rappresentate, la bassa borghesia nel dopoguerra si trovò priva di referenti e minacciata di essere riportata a un ruolo di secondo piano, minacciata com'era dal basso dalle agitazioni socialiste e, dall'alto, dal capitalismo che prometteva di assorbirne mercati e risorse. La notevole frustrazione per questa situazione fu terreno fertile per la fondazione il 23 marzo 1919 a Milano del primo fascio di combattimento, adottando simboli che sino ad allora avevano contraddistinto gli arditi, come le camicie nere e il teschio.

### Le elezioni del 1919 e lo squadrismo

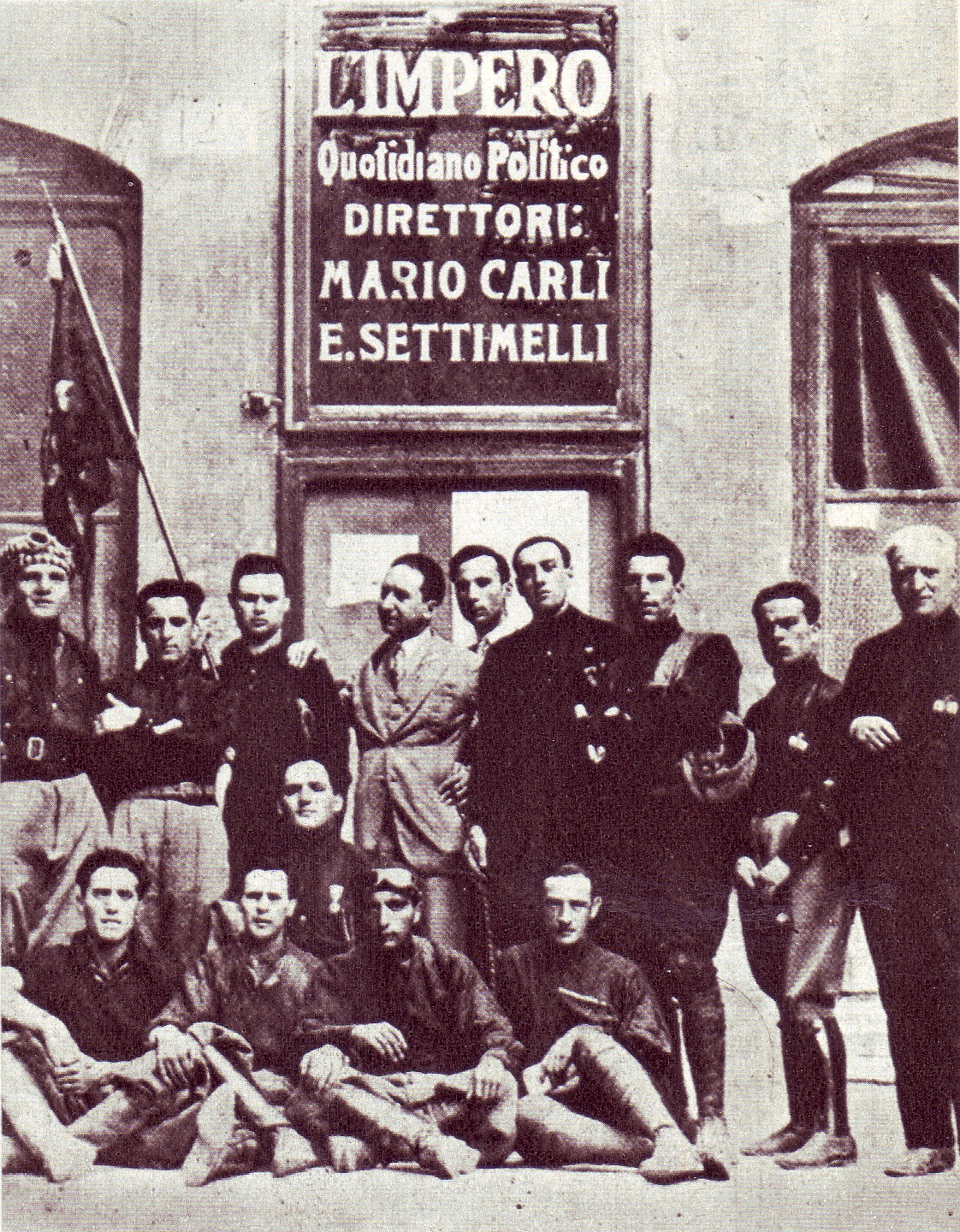
Squadra d'azione di Bologna presso la sede del quotidiano L'Impero

Nel movimento fascista, oltre ad arditi, futuristi, nazionalisti, sindacalisti rivoluzionari ed ex combattenti d'ogni arma fra i quali si ricorda personaggi come Arturo Toscanini, Filippo Marinetti e Pietro Nenni  confluirono successivamente anche elementi di dubbia moralità e avventurieri. Appena 20 giorni dopo la fondazione dei fasci di combattimento le neonate squadre d'azione si scontrarono con i socialisti e condussero l'assalto all'Avanti! (un quotidiano politico socialista), devastandone la sede: l'insegna del giornale fu divelta e portata a Mussolini come trofeo. Nel giro di qualche mese i Fasci si diffusero in tutta Italia, sebbene con una consistenza assai scarsa.
Il 23 giugno 1919 si insediò il governo di Francesco Saverio Nitti, sostituendo il dimissionario Vittorio Emanuele Orlando, dopo le delusioni seguite ai trattati di pace. Le politiche intraprese da Nitti sollevarono un proteste fra militari, reduci congedati e nazionalisti.
Il 19 settembre, Gabriele D'Annunzio ruppe gli indugi e alla testa di reparti ammutinati del Regio Esercito marciò su Fiume dove, manu militari, instaurò un governo rivoluzionario con l'obiettivo di affermare l'unione all'Italia del comune carnero. Questa azione fu immediatamente esaltata dal movimento fascista, anche se Mussolini non offrì – né avrebbe potuto offrire – alcun reale appoggio alla causa dei legionari. Per il suo contributo politico e alla propaganda, già all'epoca il poeta D'Annunzio (Massone di 33° grado) fu definito il vate del fascismo italiano.
Le elezioni politiche italiane del 1919 (per la prima volta secondo il sistema proporzionale) videro il trionfo dei due partiti di massa: il Partito Socialista Italiano che si affermò primo partito con il 32% dei voti e 156 seggi e il neonato Partito Popolare Italiano di don Sturzo che, alla sua prima prova elettorale ottenne il 20% dei voti e 100 seggi. L'esordiente movimento fascista, presentatosi nel solo collegio di Milano, con una lista capeggiata da Mussolini e Marinetti, raccolse meno di 5.000 suffragi sui circa 370.000 espressi, non riuscendo a eleggere alcun rappresentante.
In seguito alla durissima sconfitta elettorale, Mussolini meditò seriamente l'abbandono della politica, nonostante la sbandierata esistenza di 88 Fasci combattenti con 20.000 iscritti; cifra che alcuni storici ritengono viziata da eccessivo ottimismo. In ogni caso, sul Popolo d'Italia del 23 marzo 1929, il segretario del PNF Augusto Turati, affermò che al 31 dicembre 1919 i Fasci in Italia erano 31 con solo 870 iscritti. I risultati elettorali non garantirono tuttavia al paese la stabilità necessaria e il PSI, che aveva il maggior peso, continuò a rifiutare alleanze con i partiti "borghesi"; in particolare le occupazioni di terreni agricoli convinsero molti latifondisti, principalmente in Emilia, nell'alta Toscana e nella bassa Lombardia, a svendere cascine e fattorie a ex-mezzadri, fattori o piccoli coltivatori diretti. Fu questa la nuova categoria di proprietari terrieri, ben più decisa a difendere i propri beni dalle occupazioni rispetto ai precedenti latifondisti, alla quale Mussolini si rivolse per dare consistenza al movimento fascista, sposandone appieno le necessità.
Mentre i socialisti erano dilaniati dalle diatribe interne e dalla concorrenza sindacale delle leghe bianche dei Popolari sturziani, schiere di appartenenti alla borghesia agraria, artigiana o del commercio, allarmati dalle occupazioni e dai disordini, confluirono nel movimento guidato da Mussolini. Nei mesi successivi si costituirono in Italia oltre 800 nuovi Fasci, con circa 250.000 iscritti, i quali diedero vita alle squadre d'azione, dette spregiativamente "squadracce" dagli avversari politici, che contrastarono le leghe rosse e bianche, durante gli scioperi o le azioni di occupazione, in un diffuso clima di violenza politica. La direzione velleitaria e confusa delle occupazioni, che aveva mostrato l'incapacità delle forze politiche radicali a sviluppare una reale e progressiva azione rivoluzionaria, fu immediatamente chiara a personalità politiche quali a Gramsci e a Giolitti, subentrato al secondo governo Nitti. Nel settembre 1920 Giolitti riuscì a spezzare il fronte occupazionista, attraverso la concessione di limitati progressi salariali, ottenendo il ritorno della legalità. Stabilita una temporanea pace sociale interna, affrontò la questione di Fiume, deciso a risolvere il problema internazionale della Reggenza del Carnaro. Dopo serrate trattative fra Italia, Jugoslavia e D'Annunzio, Giolitti diede il via all'azione militare, volta a sgomberare con la forza i legionari dal comune carnero, culminata con il Natale di sangue del 1920.
La componente militare largamente prevalente nelle squadre, conferì a queste una netta superiorità negli scontri coi socialisti, i popolari e i sindacati non fascisti, che sebbene notevolmente più numerosi subirono l'urto delle camicie nere. La sistematica campagna fascista di distruzione dei centri di aggregazione socialista, popolare e sindacale di intimidazione e aggressione dei loro militanti, assieme alla contemporanea politica sotterranea condotta da Mussolini nei confronti dei partiti moderati e della destra, portarono il socialismo a una crisi, mentre parallelamente cresceva la forza numerica e il morale dei Fasci di Combattimento. Nel 1921 il Partito Socialista Italiano si disgregò in due successive scissioni, dando vita al Partito Comunista d'Italia; il 7 novembre 1921 nasceva il Partito Nazionale Fascista (PNF), trasformando il movimento in partito, abbandonando parzialmente le posizioni del sindacalismo rivoluzionario, accettando alcuni compromessi legalitari e costituzionali con le forze moderate e distaccandosi dalla linea politica fondativa del movimento, sancita nel programma di San Sepolcro del 1919. In quel periodo il PNF giunse ad avere 300.000 iscritti (nel momento di massima espansione il PSI aveva superato i 200.000 iscritti).
Dal punto di vista organizzativo, al "gruppo di Milano" (nucleo originario del Fascismo) si aggiunse una componente rurale e agraria, forte dell'appoggio dei latifondisti e possidenti terrieri emiliani, pugliesi e toscani. Proprio in queste regioni le squadre guidate dai ras furono determinate a colpire i sindacalisti, i popolari e i social-comunisti, e le masse rurali organizzate che avanzavano rivendicazioni sociali, politiche ed economiche, intimidendoli con la famigerata pratica del manganello e dell'olio di ricino o addirittura commettendo omicidi che restavano a volte impuniti. In questo clima di violenze alle elezioni del 15 maggio 1921 i fascisti riuscirono a portare in parlamento i loro primi deputati, fra cui Mussolini. Mimmo Franzinelli ha scritto in "Squadristi" (Mondadori 2003) che nei primi 3 mesi del 1921 i socialisti ebbero 164 fra morti e feriti, nello stesso periodo i fascisti ne ebbero 133, la forza pubblica 70, cittadini estranei 123, di cui una parte erano i cosiddetti crumiri. Renzo De Felice ha presentato dati analoghi per il primo semestre 1921. Gaetano Salvemini ha calcolato circa 300 fascisti uccisi nel triennio 1920-1922, 400 i "bolscevichi".
La celebrità del partito crebbe ancora quando i sindacati non fascisti proclamarono per il 1º agosto 1922 uno sciopero generale, come reazione agli scontri avvenuti a Ravenna: i fascisti per ordine di Mussolini sostituirono gli scioperanti, nel tentativo di far fallire la protesta. Sempre nell'agosto del 1922 gli abitanti di Parma, con epicentro nel quartiere popolare di Oltretorrente, organizzati dagli Arditi del Popolo, comandati da Guido Picelli e Antonio Cieri riuscirono a resistere alle squadre fasciste guidate da Italo Balbo, futuro "trasvolatore atlantico"; fu l'ultima resistenza all'incalzare del fascismo.
Particolare fu la situazione in Romagna, regione di origine di Mussolini: qui, nelle zone dove precedentemente era forte il socialismo marxista rapido fu il passaggio al fascismo, mentre nelle aree come il forlivese e il cesenate, dove prevaleva la tradizione repubblicana, vi fu una resistenza tenace .
Inoltre tra le squadre fasciste dell'Italia meridionale militavano anche alcuni delinquenti, particolarmente a Napoli, dove la centralista organizzazione camorristica ottocentesca stava attraversando una fase di anarchia. Alcuni camorristi si dettero anima e corpo alla causa fascista, intravedendo la possibilità di carriera e di cancellazione dei reati precedenti. Ad esempio come nel caso di Guido Scaletti, dei Quartieri Spagnoli, che fondò il primo sindacato padronale partenopeo, o di Enrico Forte che per i suoi servigi di squadrista fu ricompensato, nel 1924, con la direzione della "Manifattura Tabacchi". Il fascismo, una volta preso il potere, usò abilmente i camorristi per controllare e reprimere l'attività di delinquenza comune,  dispensando in cambio cariche pubbliche, posti di lavoro, tollerando il contrabbando. L'attività di Polizia di Stato e dell'Arma dei Carabinieri venne intensificata e diretta verso i malavitosi che non collaboravano con il regime. Nella zona di Aversa, dove si era formata una struttura camorristica potente e concorrente a quella napoletana, nel 1927 le forze dell'ordine operarono la maggiore retata anticamorra della storia, con 4.000 arrestati.

### La marcia su Roma e l'arrivo al potere

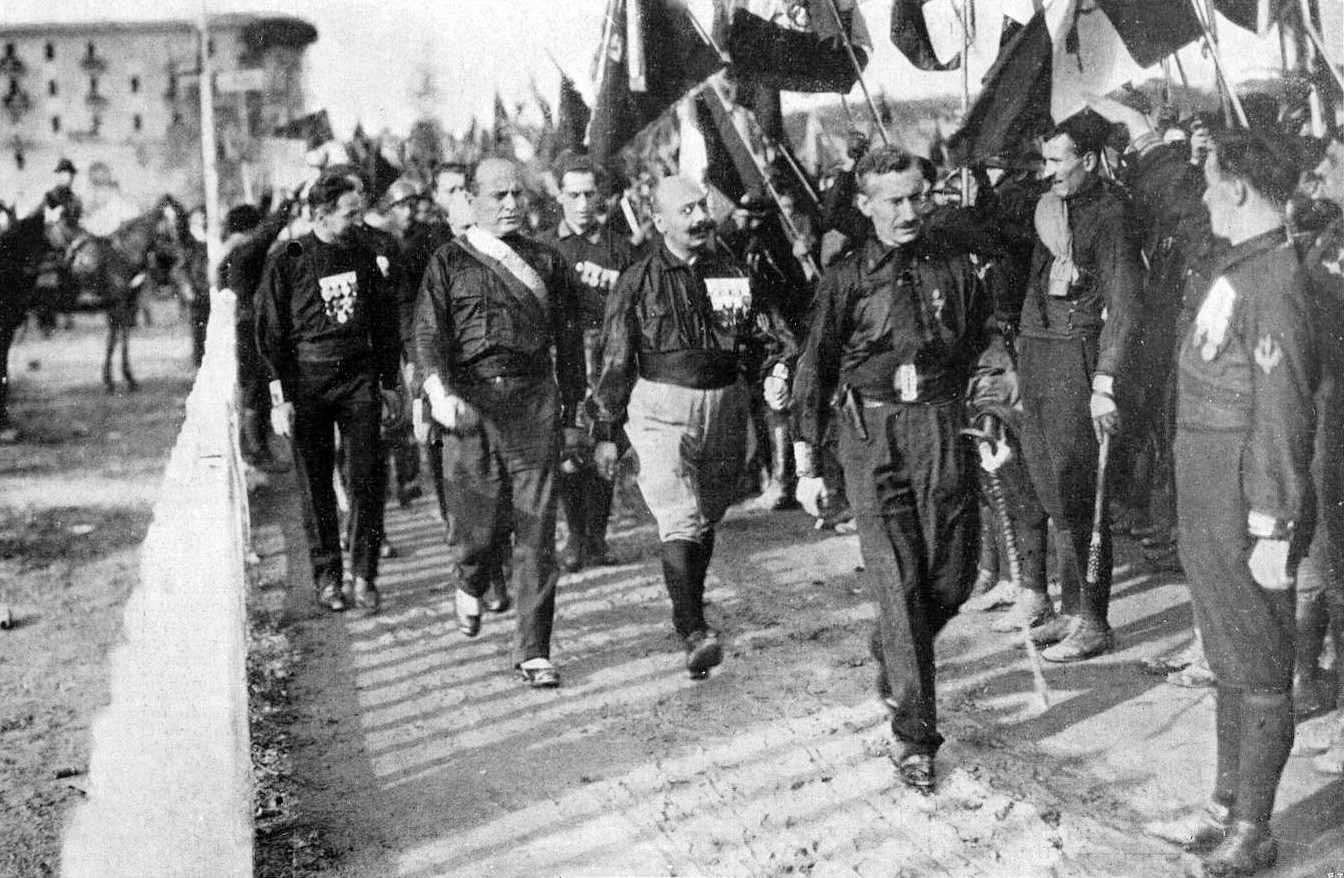
Benito Mussolini con diversi militanti fascisti radunatisi a Napoli nell'ottobre 1922 per la Marcia su Roma.

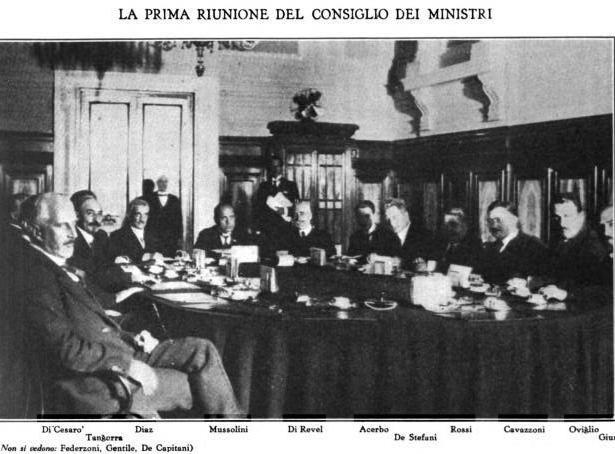
La prima riunione del Consiglio dei ministri del governo Mussolini

Dopo il congresso di Napoli in cui 40.000 camicie nere inneggiarono a marciare su Roma, Mussolini decise di agire: il momento pareva propizio e dunque un contingente di 50.000 squadristi venne radunato in Umbria e Lazio e spinto dai quadrumviri contro la Capitale. Era il 28 ottobre 1922. Mentre le forze armate si preparavano a fronteggiare il colpo di mano fascista il re Vittorio Emanuele III non dichiarò lo stato di assedio e vietò al Regio Esercito di intervenire per contrastare il tentativo di colpo di Stato e disperdere gli insorti, per opportunità della Corona e strumentale calcolo politico, nonché per evitare un bagno di sangue che avrebbe potuto potenzialmente portare il paese in una guerra civile. Il re non avendo firmato il decreto di stato d'assedio, aprì  la strada alle colonne fasciste verso la capitale dello Stato. Le camicie nere entrarono a Roma il 30 ottobre.
Lo stesso giorno, a compimento della marcia su Roma, il re mandò una missiva firmata a Benito Mussolini in cui lo convocava a Roma al fine di formare il nuovo governo dopo che il primo ministro Luigi Facta si dimise. Il capo del fascismo aveva lasciato Milano per Roma e si mise immediatamente all'opera. A soli 39 anni Mussolini diveniva presidente del consiglio, il più giovane nella storia del regno. Il nuovo governo comprendeva elementi dei partiti moderati di centro e di destra, militari e alcuni esponenti fascisti e liberali.
Fra le prime iniziative intraprese dal nuovo corso politico vi fu il tentativo di "normalizzazione" riguardante l'intenzio legali le squadre fasciste – che in molti casi continuavano a commettere violenze  – , provvedimenti a favore dei mutilati e degli invalidi di guerra, drastiche riduzioni della spesa pubblica, la riforma della scuola (Riforma Gentile), la firma degli accordi di Washington sul disarmo navale, l'accettazione dello status quo col regno di Jugoslavia circa le frontiere orientali e la protezione della minoranza italiana in Dalmazia.
Nei primissimi mesi del governo Mussolini venne anche istituito il Parco nazionale del Gran Paradiso, grazie alla donazione, effettuata nel 1919 allo Stato italiano, della riserva di caccia reale da parte di Vittorio Emanuele III.

## Il fascismo si trasforma in dittatura

### L'omicidio Matteotti

Benito Mussolini in una foto del 1925

Al movimento e al partito fascista è stata ricondotta la responsabilità diretta o indiretta della morte di molte persone e del danneggiamento di sedi di associazioni e movimenti di opposizione al regime: tali due fenomeni sono concentrati soprattutto nel periodo di instaurazione del regime fascista (1919-1924) e nel periodo bellico (1940-1945).
Nel primo semestre del 1921, le squadre d'azione fasciste assaltarono 17 tipografie, 59 case del popolo, 119 camere del lavoro, 107 cooperative, 83 leghe contadine, 141 sezioni e circoli socialisti, 100 circoli di cultura e 53 circoli operai. Le vittime degli scontri, nel solo 1921, sono stimate in circa 500 morti e migliaia di feriti.
A volte gli squadristi, che (almeno sino alla loro riorganizzazione nella forma della Milizia Volontaria per la Sicurezza Nazionale, creata nel 1923) erano sottoposti a uno scarso controllo da parte del Partito Nazionale Fascista, agirono di propria iniziativa nel compimento di tali azioni senza aver ricevuto ordini in materia dal PNF, che tuttavia avallava l'operato della sua base. Molti squadristi con la loro violenza sfogarono vecchie frustrazioni: la società italiana era stata sconvolta dalla prima guerra mondiale e viveva un periodo di grande violenza e di profondi tumulti e rivolgimenti sociali, dovuti principalmente all'insoddisfazione per la cosiddetta vittoria mutilata e alle precarie condizioni in cui si trovava a vivere il popolo, impoverito dagli sforzi patiti durante il conflitto.
Il Tribunale Speciale (operante sino al luglio del 1943 e dal gennaio 1944 al crollo della Repubblica Sociale Italiana), corte giudicante in materia di reati contro la sicurezza dello stato ma anche per reati comuni quali rapina e omicidio, emise 5.619 sentenze di condanna, delle quali 4 596 eseguite. Le sentenze di condanne a morte furono quarantadue, di cui trentuno eseguite; le sentenze di ergastolo furono 3.
Il regime fascista portò – in conseguenza delle leggi razziali fasciste – all'arresto di milleduecentocinquanta aderenti all'ebraismo.
Il regime fascista della Repubblica di Salò partecipò attivamente anche alla deportazione degli ebrei italiani nei campi di sterminio nazisti:
*gli oltre 600 ebrei partiti il 30 gennaio 1944 da Milano per il campo di concentramento di Auschwitz, erano stati quasi tutti rastrellati dalla polizia italiana.*molti furono anche gli ebrei deportati nei campi di sterminio nazisti, raccolti dal regime della Repubblica Sociale Italiana nel campo di concentramento di Fossoli; il 15 febbraio 1944 il campo di Fossoli passò sotto il diretto controllo delle SS e immediatamente dopo, il 19 ed il 22 febbraio, partirono due treni di deportazione degli ebrei verso i campi di sterminio nazisti — tra i circa 650 ebrei partiti col secondo convoglio per Auschwitz c’era anche lo scrittore ebreo Primo Levi.
Durante la seconda guerra mondiale, sul suolo italiano furono 194.000 i militari e 3.208 i civili caduti sui fronti di guerra (17.488 i militari e 37 288 i civili caduti in attività partigiana). Fuori dai confini dell'Italia, i morti furono: 9 249 militari morti in attività partigiana, 42 510 militari e 23 446 i civili morti fra i deportati nei campi di concentramento della Germania nazista e 5 927 militari caduti al fianco degli Alleati e 38 939 civili morti per i bombardamenti degli Alleati.
Taluni considerano tra le vittime del fascismo i morti che si ebbero tra alcune tribù libiche ribellatesi allo stato italiano (la Libia fu tra il 1911 e il 1947 una colonia italiana) nel 1915, approfittando del fatto che il governo italiano aveva preferito concentrare le proprie truppe sul fronte veneto per la guerra contro la Germania e l'Austria-Ungheria. Tra il 1922 e il 1931 fu intrapresa una poderosa opera di riconquista dell'entroterra libico (perduto a vantaggio di tali tribù) che portò alla morte di circa 13 000 ribelli libici.
Infine, vanno considerati fra le vittime del fascismo coloro i quali furono sottoposti alla misura del soggiorno coatto, ovvero il confino in piccole isole del mar Mediterraneo o in paesini prevalentemente del meridione d'Italia. La misura punitiva venne adottata sulla base del regio decreto n. 1848 emesso il 6 novembre 1926. Era applicabile verso chiunque fosse ritenuto pericoloso per l'ordine statale o per l'ordine pubblico.
In totale, coloro i quali furono sottoposti a soggiorno coatto furono oltre quindicimila. Fra di esse figurano i nomi di Antonio Gramsci, Cesare Pavese, Altiero Spinelli, Ferruccio Parri e Giuseppe Di Vittorio.
Fonti online:
- Minerva.unito.it. URL consultato il 19 luglio 2020 (archiviato dall'url originale il 4 novembre 2018).
- Criminidiguerra.it.

In vista delle elezioni politiche del 1924 Mussolini fece approvare la legge Acerbo, una nuova legge elettorale che avrebbe dato i due terzi dei seggi alla lista che avesse ottenuto la maggioranza con almeno un quarto dei voti. La campagna elettorale si tenne in un clima di tensione senza precedenti con intimidazioni e pestaggi e la Lista Nazionale guidata da Mussolini ottenne la maggioranza assoluta, con il 60% dei voti. Come ha scritto lo storico e senatore comunista Francesco Renda, le elezioni del 1924 furono di fatto "la prima e ultima legittimazione costituzionale del fascismo".
Il 30 maggio 1924 il deputato socialista Giacomo Matteotti prese la parola alla Camera contestando apertamente i risultati delle elezioni e dichiarandone la loro illegittimità. Al mattino del 10 giugno 1924 Matteotti fu rapito fuori dalla propria casa e fu successivamente ucciso da una squadra fascista capeggiata da Amerigo Dumini.
L'opposizione rispose a questo avvenimento con la secessione dell'Aventino, sebbene la posizione di Mussolini avesse tenuto fino al 16 agosto, quando il corpo decomposto di Matteotti fu ritrovato nei pressi di Roma. Uomini come Ivanoe Bonomi, Antonio Salandra e Vittorio Emanuele Orlando esercitarono allora pressioni sul re affinché Mussolini fosse destituito, Giovanni Amendola gli prospettò scenari inquietanti, ma Vittorio Emanuele III appellandosi allo Statuto Albertino replicò: «Io sono sordo e cieco. I miei occhi e le mie orecchie sono il Senato e la Camera» e quindi non intervenne.
L'uccisione di un deputato fascista, Armando Casalini, da parte di un militante comunista, contribuì a ricompattare la maggioranza di governo che aveva dato segni di sfaldamento di fronte al precedente episodio di inaccettabile violenza. La precarietà del Governo durò per tutta la seconda metà del 1924 e Mussolini scatenò una controffensiva mediatica contro i "quartarellisti" (gli iscritti che stracciavano la tessera del PNF dopo il ritrovamento del cadavere di Matteotti al Fosso della Quartarella): durante tutto il Ventennio, il sostegno al PNF in questo periodo fu equiparato alle benemerenze "antemarcia".
Il punto di svolta si è riconducibile tradizionalmente alla notte di San Silvestro del 1924: ciò che accadde esattamente non sarà forse mai accertato; si sostiene ricorrentemente che una quarantina di consoli della Milizia, guidati da Enzo Emilio Galbiati, ingiunsero a Mussolini di instaurare la dittatura minacciando di rovesciarlo in caso contrario.

Con il discorso del 3 gennaio 1925, alla Camera, Mussolini si assunse ogni responsabilità a proposito dei recenti accadimenti: 
 Questo discorso prelude all'avvento della dittatura. Il 26 gennaio, nel suo primo e unico intervento da deputato, Gramsci denuncia il carattere di regime piccolo-borghese del fascismo, alleato e sponsorizzato dai grandi proprietari terrieri e industriali e ironizza pesantemente sull'ex alleato di partito, rievocando il suo passato socialista.

### Le leggi fascistissime

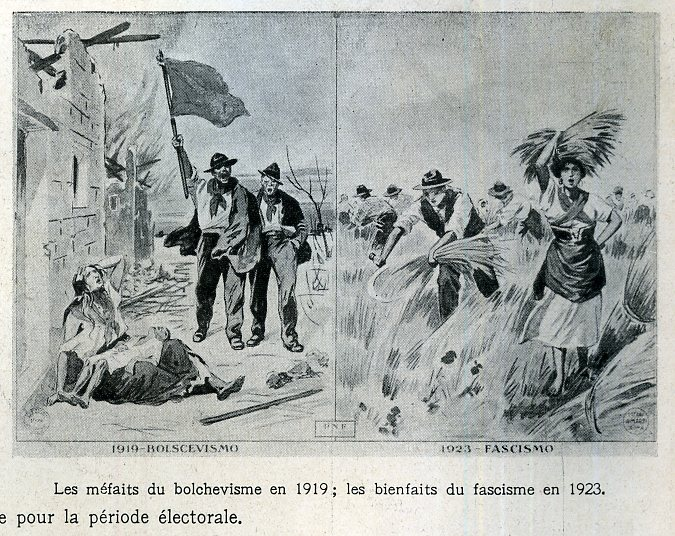
Propaganda fascista: a sinistra la legenda: Le malefatte del bolscevismo nel 1919, a destra Le cose ben fatte del fascismo nel 1923

Nel biennio 1925-1926 l'emanazione di provvedimenti apertamente liberticidi comportò innanzitutto lo scioglimento di tutti i partiti e delle associazioni sindacali non fasciste. Vennero soppresse le libertà di stampa, di riunione e di parola, venne ripristinata la pena di morte, venne istituito un Tribunale speciale per la cognizione dei reati di matrice politica, venne potenziata la misura di prevenzione del confino, con la quale l'autorità amministrativa (il cui superiore gerarchico era il Ministro dell'interno) poteva imporre il domicilio alle persone sgradite.
Il 24 dicembre 1925 una legge mutò le caratteristiche dello stato liberale: Benito Mussolini cessò di essere presidente del Consiglio, ovvero primus inter pares tra i ministri e fu primo ministro segretario di Stato, nominato dal re e responsabile di fronte a lui e non al Parlamento; a loro volta i vari ministri erano nominati dal re su proposta del primo ministro e responsabili sia di fronte al re sia di fronte al primo ministro. Inoltre si stabilì che nessun progetto potesse essere discusso dal Parlamento senza l'approvazione diretta del primo ministro. Il 4 febbraio 1926 i sindaci elettivi vennero sostituiti da podestà nominati con decreto reale, mentre gli organi democratici elettivi quali consigli e giunte furono costrette a lasciare spazio a consulte comunali di nomina prefettizia. Il Regio Decreto n. 1848 del 6 novembre 1926 sciolse nello specifico  partiti, associazioni e organizzazioni che esplicavano azione contraria al regime.
Il 16 marzo 1928 la Camera dei deputati fu chiamata a votare il criterio per il rinnovo della rappresentanza nazionale. Il criterio prevedeva una lista unica di 400 candidati scelti dal Gran Consiglio del Fascismo su proposta dalle organizzazioni dei lavoratori e dei datori di lavoro nonché da altre associazioni riconosciute. Gli elettori approveranno o meno tale lista. La riforma passò praticamente senza discussioni, con 216 sì e 15 no. Giolitti protestò, venendo messo subito a tacere da Mussolini con la frase: «Verremo da lei a imparare come si fanno le elezioni». Al Senato del Regno le proteste furono leggermente animate, ma la legge passò con 161 favorevoli e 46 contrari. L'8 dicembre si chiuse la 28ª legislatura.
Il 24 marzo 1929 si svolsero le elezioni con le nuove regole e il popolo italiano fu costretto a votare la lista di deputati proposta dal Gran Consiglio del Fascismo: otto milioni e mezzo i sì, solo 136.000 i no; la percentuale dei votanti fu dell'89,6%.

### La rivalutazione della lira e la crisi economica del 1929

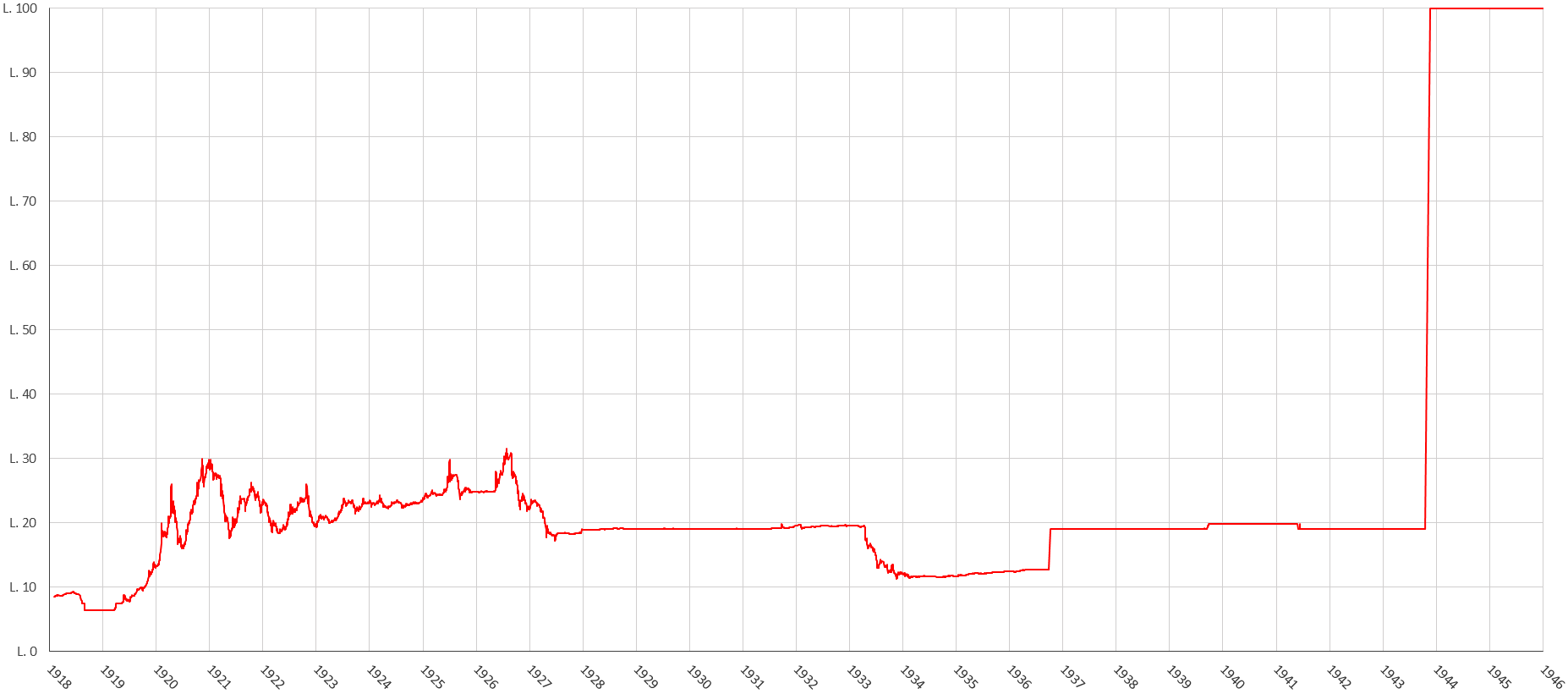
Cambio della Lira italiana e il Dollaro statunitense (1918 - 1946). Nel 1926-1927, a seguito del "discorso di Pesaro" e delle politiche di Giuseppe Volpi, fu inaugurata la 'battaglia per la Lira' che portò la valuta ad essere rivalutata e a essere agganciata alla Sterlina inglese e al Dollaro stesso tramite dei cambi fissi.

Il primo rilevante problema che la dittatura dovette affrontare fu la pesante svalutazione della lira. La ripresa produttiva successiva alla fine della prima guerra mondiale portò effetti negativi quali la carenza di materie prime dovuta alla forte richiesta e a un'esigua produttività rapportata ai bisogni reali della popolazione. Nell'immediato, i primi segni della crisi furono un generale aumento dei prezzi, l'aumento della disoccupazione, una diminuzione dei salari e la mancanza di investimenti in Italia e nei prestiti allo stato.
Per risolvere il problema, come in Germania, venne deciso di stampare ulteriore moneta per riuscire a ripagare i debiti di guerra contratti con Stati Uniti e Regno Unito, cosa che comunque portò un certo aumento di inflazione. Le mosse per contrastare la crisi non si fecero attendere: venne messo in commercio un tipo di pane con meno farina, venne aggiunto alcool etilico alla benzina, vennero aumentate le ore di lavoro da 8 a 9 senza variazioni di salario, venne istituita la tassa sul celibato, vennero aumentati tutti i possibili prelievi fiscali, venne vietata la costruzione di case di lusso, vennero aumentati i controlli tributari, vennero ridotti i prezzi dei giornali, bloccati gli affitti e ridotti i prezzi dei biglietti ferroviari e dei francobolli.
Una degli strumenti propagandistici maggiormente efficaci del regime fu quello della "quota 90"; rivalutando  la lira nei confronti della sterlina inglese, Mussolini riuscì sì a far quadrare i conti dello stato, ma mise il paese fuori dai mercati d'esportazione poiché con tale mossa raddoppiò il prezzo delle merci italiane all'estero. Quando poi si registrò il crollo della borsa USA nella giornata del 29 ottobre 1929 (martedì nero), Mussolini ordinò di ignorare totalmente l'evento, pensando che l'episodio non avrebbe toccato minimamente l'Italia. L'economia nazionale entrò invece in una profonda crisi che portò alla nascita dell'IRI e che durò fino al 1937-1938. Solo nella metà degli anni 1930 Mussolini si rese conto della situazione e solo allora svalutò la lira del 41% e introdusse nuove tasse; da quel momento la politica del governo Mussolini diede scarso peso all'economia del paese, concentrandosi invece su una politica estera, in particolare nella guerra d'Etiopia e nella guerra civile spagnola prima e nella seconda guerra mondiale a fianco della Germania nazista poi.

### La politica estera
In politica estera il fascismo seguì fino alla nomina agli Esteri di Galeazzo Ciano esclusivamente le rigorose direttive mussoliniane, dopodiché si trovò a dover agire – sia per la direzione di Ciano agli Esteri, sia per i minori margini di manovra dati dalla situazione internazionale – in maniera sempre meno autonoma e sempre più ideologica. Dopo la crisi di Corfù del 1923, Mussolini non si discostò per un lungo periodo dall'obiettivo del mantenimento dello status quo in Europa, seguendo una politica prudente e scevra da avventure militari, nonostante la retorica nazionalista e militarista fossero tra i caratteri distintivi del regime. L'Italia mantenne buone relazioni con Francia e Regno Unito, collaborò al ritorno della Germania nel sistema delle potenze europee pur nei limiti del Trattato di Versailles, tentando altresì di estendere la sua influenza verso i Paesi sorti dalla dissoluzione dell'Impero austro-ungarico (Austria e Ungheria) e, nei Balcani, (Albania e Grecia) in funzione anti-jugoslava. L'Italia fu il secondo Paese al mondo, dopo la Gran Bretagna, a stabilire nel 1924 relazioni diplomatiche con l'Unione Sovietica.
Scopo dichiarato della politica estera fascista, fin dai primissimi atti e discorsi politici di Mussolini, era quello di assicurare "a un popolo di quaranta milioni di individui" un posto di primo piano sulla scena mondiale. Questo significava annettere all'Italia territori coloniali dove "esportare" la propria eccedenza demografica attraverso la valorizzazione delle colonie esistenti e dopo – nel 1935 – con la conquista dell'impero d'Abissinia. Contemporaneamente, la politica a breve periodo previde – fin quando possibile – la revisione dei trattati sottoscritti dall'Italia fra il 1918 e il 1922 che "mutilavano" la vittoria nella grande guerra e che portarono l'Italia ad acquisire Fiume nel 1924 e a garantire Zara nonostante la rinunzia al resto della Dalmazia.

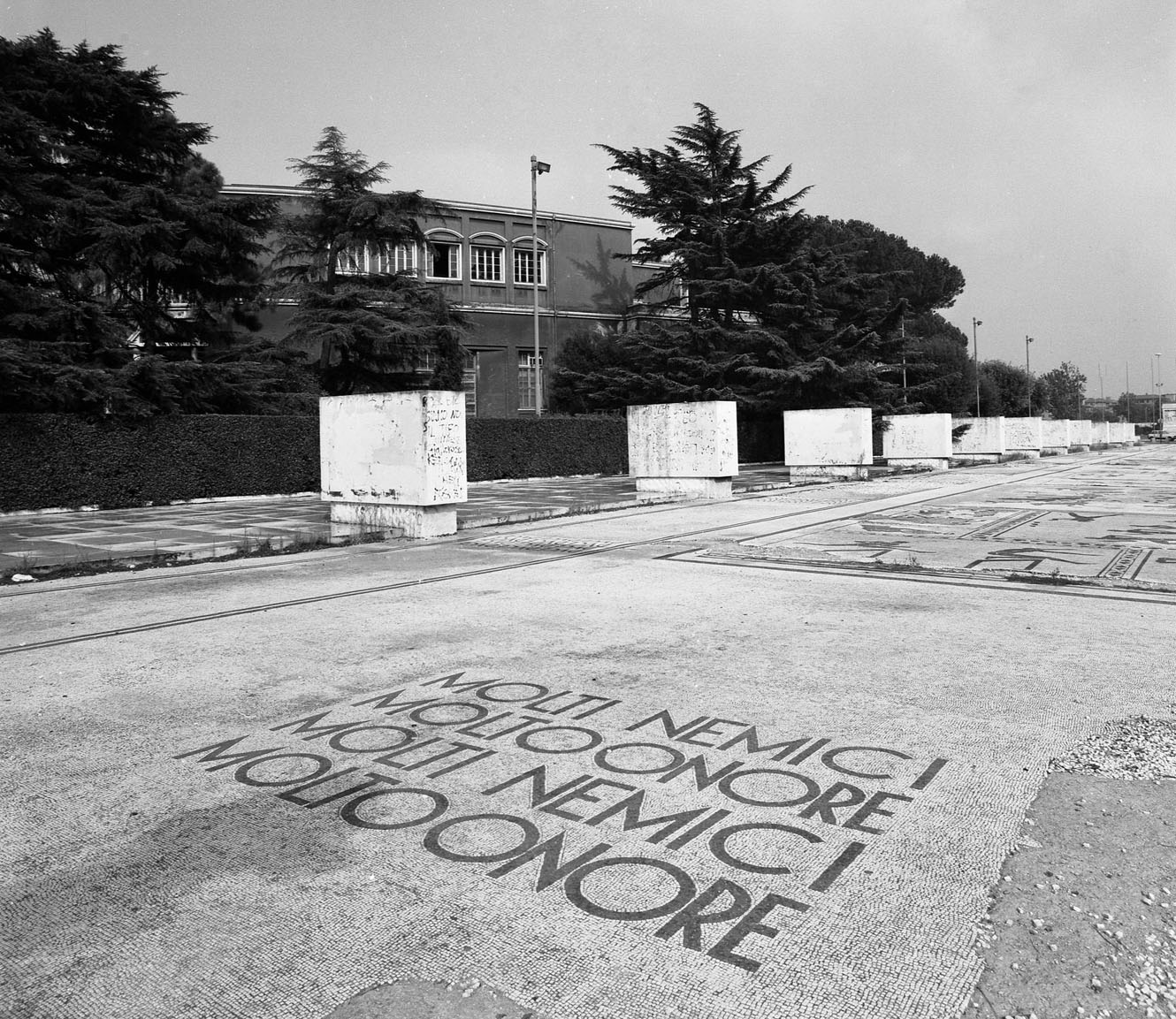
Mosaici al Foro Italico

### I rapporti con la Chiesa cattolica e il Concordato
Pochi giorni dopo la firma dei Patti Lateranensi, il 13 febbraio 1929, Pio XI, tenne un discorso a Milano a un'udienza concessa a professori e studenti dell'Università Cattolica del Sacro Cuore, che passò alla storia per una lettura secondo cui Benito Mussolini sarebbe «l'uomo della Provvidenza»: 
(Pio XI, allocuzione Vogliamo anzitutto)
Questa lettura, suffragata dal regime, ad esempio attraverso la rivista ufficiale del fascismo Gerarchia, pesò su tutto il pontificato di Pio XI, ma il significato di quei patti, che sancirono il reciproco riconoscimento tra il Regno d'Italia e la Città del Vaticano, fu il coronamento di estenuanti trattative tra emissari del papa e rappresentanti di Mussolini. Infatti quest'ultimo gestì l'intera faccenda personalmente.
Tra fascismo e Chiesa vi fu sempre un rapporto ostico: Mussolini si era sempre dichiarato ateo ma sapeva benissimo che per governare in Italia non si poteva andare contro la Chiesa e i cattolici. La Chiesa dal canto suo, pur non vedendo di buon occhio il fascismo, lo preferiva di gran lunga all'ideologia comunista. Alla soglia del potere Mussolini affermò (giugno 1921) che «il fascismo non pratica l'anticlericalismo» e alla vigilia della Marcia su Roma informò la Santa Sede che non avrebbe avuto nulla da temere da lui e dai suoi uomini.
Con la ratifica del concordato la religione cattolica divenne la religione di stato in Italia, venne istituito l'insegnamento della religione cattolica nelle scuole medie inferiori e superiori (nelle scuole elementari era stato introdotto nel 1923) e venne riconosciuta la sovranità e l'indipendenza della Santa Sede. Questo però non compensò i continui soprusi post-concordatari del regime nei confronti di quelle attività ecclesiastiche che contrastavano col volere del Duce di monopolizzare la cultura e l'educazione italica: i seimila Circoli cattolici chiusi con la forza e sottoposti a devastazioni e violenze di studenti indottrinati e protetti dalla polizia, i vari bollettini parrocchiali censurati e osteggiati, l'encicliche papali silenziate e censurate, le vessazioni sui membri del partito Popolare spiati di continuo dal regime come oppositori, o fatti incarcerare come De Gasperi dimostravano la vera volontà dei fascisti nei confronti della chiesa. Pio XI si doleva di tutto ciò e spesso si sfogava col quadrumviro De Vecchi o altri diplomatici del regime, con affermazioni riportate dal De Vecchi stesso in un suo testo: “Ecco cosa avete fatto, avete imbrogliato il Papa! Lo dicono tutti, lo sanno tutti, lo scrivono dappertutto, dentro e fuori l'Italia”. Oppure: “L'Azione Cattolica è la pupilla degli occhi del papa ed è perseguitata con sistemi che non voglio qualificare perché la qualifica sarebbe troppo grave…Gli vada a dire (al duce, ndr) che con i sistemi che usa e con i fini che si propone, mi fa schifo… nausea, vomito…”

### Il consolidamento politico del regime

Roma 1934: Facciata di Palazzo Braschi, sede della federazione fascista di Roma, durante la campagna per le elezioni politiche del 1934.

La maggioranza degli italiani, soprattutto nei ceti medio-alti e anche quel mondo agricolo vicino al Partito Popolare, trovò un modus vivendi con la nuova situazione, vedendo forse in Mussolini un baluardo contro il pericolo di una rivoluzione bolscevica e contro il disordine economico successivo alla prima guerra mondiale.

La televisione autarchica (pubblicità da L'illustrazione italiana)

Tale situazione venne favorita dal riavvicinamento con la Chiesa cattolica, che culminò nel Concordato dell'11 febbraio 1929 – i cosiddetti Patti Lateranensi – con cui si chiudeva l'annosa questione dei rapporti tra Stato e Chiesa aperta nel 1870 dalla Breccia di Porta Pia e che concedeva al cattolicesimo il ruolo di religione di Stato. Con i patti lateranensi firmati il 11 febbraio 1929 ci fu un accordo tra stato italiano e chiesa: la Santa Sede riconobbe lo stato italiano, che a sua volta riconosceva la sovranità sullo Stato della Città del Vaticano della Santa Sede stessa; quest'ultima ricevette anche delle indennità per la perdita dello Stato della Chiesa. 
L'intento politico di Mussolini, che pure era stato un acceso anticlericale in passato, era quello di allargare fortemente la base del consenso al fascismo (la maggioranza degli italiani dell'epoca era cattolica praticante). Nonostante ciò alcune critiche giunsero anche dall'interno del regime, come quella di Giovanni Gentile che pur riconoscendo il valore del cattolicesimo nell'identità culturale del popolo italiano, intravedeva un possibile pericolo nella rinuncia a quel concetto di laicità sul quale, a suo dire, si doveva ispirare il moderno stato fascista. I rapporti con le organizzazioni cattoliche e con il clero si mantennero tuttavia in un clima di sospetto reciproco: basti ricordare che il clero di intere province, ad esempio quella di Forlì, venne schedato dalla polizia, che comunque sorvegliava, anche mediante infiltrati, l'attività dei circoli cattolici.
Già agli anni Venti risalgono le prime opere del regime nel campo dei lavori pubblici e delle politiche sociali, opere che procurarono ampio consenso, come la bonifica dell'Agro Pontino, battaglia del grano (1925) e appoderamento del aree del latifondo paludoso-malarico a favore delle famiglie degli strati più indigenti tra gli ex combattenti del primo conflitto mondiale, colonie estive marine per combattere il gozzo (allora malattia endemica), e fondazioni delle "città nuove", opera del Razionalismo italiano, rurali o coloniali come Latina (allora Littoria), Sabaudia, Portolago, Torviscosa, Carbonia, Arborea (allora Mussolinia di Sardegna) che modificarono la visibilità internazionale del regime.
La propaganda venne sviluppata sia per mettere in luce le realizzazioni del regime, e sia per esaltare la personalità di Mussolini, come richiamandone i luoghi natali: Predappio e Forlì, che diviene nota come la "Città del Duce". Tali luoghi, anche rimodellati con opportuni interventi dagli architetti fascisti, divennero meta di pellegrinaggi, tanto spontanei quanto organizzati dal regime stesso.
La battaglia del grano fu un'iniziativa del regime promossa nel 1925, che prevedeva l'aumento della superficie coltivata e l'utilizzo di tecniche più avanzate quali la meccanizzazione e la diffusione di nuove varietà di grano, come le Sementi Elette, realizzate da Nazareno Strampelli. La "battaglia" portò a un aumento del 50 per cento della produzione cerealicola e le importazioni si ridussero di un terzo. L'autosufficienza fu raggiunta nel 1933.
Negli anni successivi si decise di portare avanti una seconda campagna, che alle "bonifiche integrali" avrebbe dovuto aggiungere una riforma agraria, ma le successive guerre e la resistenza dei latifondisti ostacolarono il programma. Sebbene non venisse intaccata la percentuale di terre dedicate alle colture pregiate, la destinazione degli aiuti di Stato soprattutto al settore del frumento svantaggiò gli altri settori. La meccanizzazione portò a una riduzione del numero di capi di bestiame allevati, tanto che il Regime dovette successivamente dare sostegno di Stato anche alla zootecnia.
Fra gli argomenti di propaganda, uno dei ricorrenti era il richiamo alla Prima Guerra Mondiale ed all'importanza della vittoria italiana, come dimostrano anche i numerosi monumenti alla Vittoria che il regime fascista volle inaugurare, magari collegando le vittime della Guerra ed i cosiddetti martiri della rivoluzione fascista. In particolare, i festeggiamenti per il decennale del Regime videro l'intensificarsi della propaganda e delle inaugurazioni, compreso il Monumento alla Vittoria, a Forlì, che il Duce volle personalmente presentare alla "sua" città, con un celebre discorso in cui legava gli eroi della guerra ed i loro ideali con le idee del fascismo.
All'inizio degli anni 1930 la dittatura si era ormai stabilizzata ed era fondata su radici oppressive e solide. Dal punto di vista normativo, si ebbe l'emanazione del testo unico delle leggi di pubblica sicurezza (TULPS), e poco dopo ancora fu istituito il Tribunale speciale per la difesa dello Stato (1926-1943) (che aveva come compito la lotta agli oppositori politici) e fu reintrodotta la pena di morte in Italia. Sotto il profilo amministrativo, era stata creata una polizia segreta, l'OVRA, la cui rete di spie si aggiungeva ai rapporti informativi con cui le pubbliche amministrazioni riferivano direttamente al duce.
I bambini, al pari del resto della popolazione, erano inquadrati in rigide organizzazioni di partito; ogni opposizione era ferocemente stroncata sul nascere; la stampa era profondamente asservita al fascismo: l'Italia insomma si era "abituata" al regime e ne osannava il leader.
Durante questo periodo vennero organizzate diverse imprese aeronautiche. Dopo le crociere di massa nel mediterraneo e la prima trasvolata dell'Atlantico meridionale (1931), nel 1933 il quadrumviro della marcia su Roma, Italo Balbo, organizzò la seconda e più famosa trasvolata dell'Atlantico settentrionale per commemorare il decennale dell'istituzione della Regia Aeronautica (28 marzo 1923). A bordo di 25 idrovolanti SIAI-Marchetti S.55X dal 1º luglio al 12 agosto 1933 Balbo e i suoi uomini compirono la traversata fino a New York e ritorno attraversando tutte le maggiori nazioni europee e buona parte degli Stati Uniti. Per l'epoca fu un'impresa epica che diede al giovane ferrarese una fama addirittura superiore a quella di Mussolini.
Il 25 marzo 1934 si svolse il "secondo plebiscito", in funzione propagandistica, per fornire una copertura di ufficialità della solidità e del consenso interno del regime di Mussolini, il quesito verteva sulla accettazione di una nuova lista di 400 deputati per il parlamento scelti dal Gran Consiglio del fascismo. Ufficialmente la percentuale dei "sì" raggiunse il 96,25%. Bisogna ricordare che però coloro che votavano per il SÌ usavano una scheda tricolore, mentre chi votava per il NO usava una scheda bianca, perciò era facilmente riconoscibile (e quindi facilmente punibile). Il 30 marzo a Torino un folto numero di aderenti a Giustizia e libertà vennero imprigionati.
Il 14 giugno avvenne il primo incontro fra Hitler e Mussolini, a Stra nei pressi di Venezia. Hitler anelava da tempo un incontro con lo statista italiano già tempo prima che il primo prendesse il potere in Germania. "Loro sono commossi, noi no" commentò Mussolini al segretario federale di Venezia, Pascolato. Tuttavia il motivo dell'incontro era favorire il disgelo tra i due paesi, in particolare ottenendo rassicurazione da parte di Hitler del fatto che non era sua intenzione occupare l'Austria né avere pretese sull'Alto Adige.
A fine luglio, invece, si svolse il tentato golpe di luglio in Austria e Mussolini si schierò nettamente contro Hitler, dichiarando di essere pronto a difendere l'indipendenza dell'Austria a tutti i costi.

### I casi di corruzione
Nel 1936 Galeazzo Ciano fu nominato Ministro degli affari esteri, subentrando, nella carica, allo stesso Mussolini (sottosegretario, dal 1932 al 1936, era stato Fulvio Suvich, che in ossequio alla nuova linea di politica estera del Duce era stato "allontanato" in qualità di ambasciatore a Washington, così come Grandi, quattro anni prima, era stato «spedito» ambasciatore a Londra). In tale veste Galeazzo Ciano maneggiava molto denaro, in questo caso dei cittadini. Soldi serviti alla causa del fascismo.
Il Duce, nel corso del confino a Ponza e alla Maddalena (fine luglio 1943), in totale isolamento, sul suo blocco per appunti, eleborò lunga serie di riflessioni. Tra queste, annota: "Stento a credere che in casa Farinacci si siano trovati 80 kg d'oro...". L'orgia del potere nel regime fascista non conosceva limiti: a Milano, il segretario federale del Fascio, Mario Giampaoli, e il podestà Ernesto Belloni si arricchiscono con le mazzette degli industriali e con i lavori pubblici per il restauro della celebre Galleria, coperti dall’amicizia col fratello di Mussolini.
Il ras di Cremona, Roberto Farinacci, conquista posizioni sempre più importanti tramite una rete occulta di banchieri, criminali e spie. Diventa così il principale antagonista del Duce, che a sua volta fa spiare i suoi maneggi.

### La politica economica
La politica economica del fascismo fu essenzialmente basata sull'autarchia: la nazione doveva diventare autosufficiente, essenzialmente per poter mantenere la propria indipendenza economica anche nei momenti di crisi, il governo fascista spinse, allora, alla produzione dei prodotti autarchici, come ad esempio la Lanital e il formaggio italico. Il governo Mussolini mirò principalmente ad aumentare i margini d'azione, e quindi di profitto, all'iniziativa privata. Vennero inoltre alleggerite le tasse sulle imprese, vennero privatizzati alcuni monopoli di stato, come quello sulle assicurazioni sulla vita e sul servizio telefonico, i cui costi diminuirono sostanzialmente (rimanendo comunque elevati).
Si limitò inoltre la spesa pubblica, in parte però con i licenziamenti dei ferrovieri. La politica liberista in economia portò buoni successi, con un aumento della produzione agricola (senza tuttavia raggiungere mai l'obiettivo di una completa autosufficienza alimentare) e industriale.
Nel 1940, alla vigilia dell'entrata in guerra, le retribuzioni dei dipendenti dell'industria in generale risultavano diminuite del 15% (in valori reali) rispetto al 1922. Ciò mentre il reddito nazionale pro capitale era aumentato del 20%.

### Lo Stato sociale
Fra le misure di politica economica va considerata la creazione di un sistema di Stato sociale; nel 1927 fu promulgata la Carta del Lavoro, che prevedeva l'esistenza dei soli sindacati fascisti legalmente riconosciuti e sottoposti al controllo dello Stato (che di fatto coincideva con il Partito Nazionale Fascista), e l'introduzione dei primi contratti collettivi. Negli anni successivi, accanto a misure strettamente produttivistiche e relative al tema del lavoro (come la riduzione nel 1937 dell'orario lavorativo settimanale a 40 ore, ma con proporzionale riduzione del salario, determinata dalla grave crisi economica ed occupazionale degli anni '30; riduzione che sarà poi soppressa nel 1940 per esigenze belliche) se ne affiancarono altre volte alla tutela della famiglia con l'istituzione degli assegni familiari.
Nel settore previdenziale, la Cassa nazionale per le assicurazioni sociali (CNAS), istituita nel 1919, venne trasformata nel 1933 nell'ente di diritto Istituto nazionale fascista per la previdenza sociale (INFPS, attuale INPS) e arrivò a impiegare 6.000 dipendenti nel 1937." Vennero inoltre disciplinati istituti di diritto del lavoro quali malattia, maternità e infortuni. Nel 1939 l'età pensionabile venne abbassata a 55 anni per le donne e 60 anni per gli uomini, venendo anche introdotta le reversibilità della pensione.
Nel 1942 con la legge n. 22 fu istituito l'Ente Nazionale Previdenza e Assistenza ai dipendenti Statali, poi confluito nell'INPDAP e oggi nell'INPS.

### La riforma del codice penale
A partire dalla metà degli anni 1920, il regime cominciò un'opera di rinnovamento della legislazione italiana. Il primo codice a essere riformato fu quello penale, detto codice Zanardelli, promulgato nel 1889. Il nuovo codice, chiamato codice Rocco dal nome del ministro della Giustizia Alfredo Rocco che promosse la riforma, fu redatto dal giurista Vincenzo Manzini, seguace del tecnicismo giuridico. Questa scuola di pensiero, fondata da Arturo Rocco, fratello maggiore del ministro, teorizzava l'applicazione dei principi del giuspositivismo al diritto penale, affermandone il primato e l'autonomia rispetto alle scienze sociali. Il tecnicismo giuridico, mettendo da parte ogni valutazione estranea allo studio dell'ordinamento vigente, favoriva un'interpretazione conservatrice del diritto penale, con una certa tendenza all'autoritarismo, sintomatica della profonda crisi che lo Stato liberale stava affrontando all'inizio del XX secolo a causa dell'avanzata dei movimenti socialisti. I caratteri autoritari del tecnicismo si intensificarono nel corso degli anni fino ad affermarsi completamente durante il periodo fascista, fornendo le basi per la stesura del codice Rocco, promulgato nell'ottobre 1930. Tra le principali innovazioni portate dal nuovo codice ci fu la reintroduzione della pena di morte per i delitti comuni, che era stata abolita quarant'anni prima con l'entrata in vigore del codice Zanardelli. Nel 1926, durante i lavori, lo stesso Alfredo Rocco intervenne in favore della pena capitale dalle pagine di Gerarchia, scrivendo che a sostenerne l'utilità ci fosse una
(Alfredo Rocco, Gerarchia, 1926, vol. VI, p. 691.)
Tuttavia, nonostante le inequivocabili tendenze autoritarie, il codice Rocco non abolì principi tipici della scuola penale liberale, affermando nella parte generale il principio di legalità, il divieto di analogia e l'irretroattività della legge penale. L'influenza dell'ideologia fascista si manifestò con maggiore intensità nella parte speciale del codice, istituendo fattispecie dal carattere prettamente politico, tra le quali:
- disfattismo politico (art. 265);
- disfattismo economico (art. 267);
- attività antinazionale del cittadino all'estero (art. 269);
- vilipendio della nazione italiana (art. 291).

Diversamente da quanto accadde nella Germania nazista, nell'Italia fascista il diritto penale non assunse mai un carattere totalitario. I giuristi nazisti appartenenti alla scuola di Kiel respinsero la teoria liberale del bene giuridico, indicando come criterio fondamentale per l'individuazione del reato la «violazione del dovere di fedeltà nei confronti dello Stato etico, impersonato dal Führer». In Italia una posizione simile fu assunta dal giurista Giuseppe Maggiore, che contestò la persistenza dei principi liberali nel codice Rocco, proponendo di modificare l'art. 1 come segue:
(Giuseppe Maggiore, Diritto penale totalitario nello Stato totalitario, in Rivista italiana di diritto penale, 1939, p. 140.)
La posizione di Maggiore rimase isolata, cosicché la matrice liberale permise al codice di sopravvivere al fascismo, anche in virtù delle importanti modellazioni avvenute nel 1944, un anno dopo il crollo del regime. Il codice è quindi rimasto in vigore fino ai giorni nostri seppur tra diverse critiche e periodici propositi di riforma.

### Le riforme della scuola

Aula del liceo Quinto Ennio di Gallipoli durante il ventennio fascista

Un'aula scolastica nel 1930 in cui sulla parete dietro la cattedra si notano ai lati del crocefisso i ritratti del re Vittorio Emanuele III e del duce, oltre a un ritratto di un militare (forse eponimo dell'istituto), mentre sulla cattedra appare un fermacarte a forma di fascio littorio e a fianco un apparecchio radio tipo "Radio Rurale" con evidenti impianti elettrici e di riscaldamento

Uno dei primi atti del governo Mussolini fu la radicale riforma scolastica portata avanti dal ministro Giovanni Gentile nel 1923: questa prevedeva un'istruzione classica e un esame a ogni conclusione di ciclo di studi, mettendo in questo modo sullo stesso piano scuole pubbliche e private. La riforma tuttavia non fu mai completata nel senso voluto dal filosofo e subì diversi aggiustamenti successivi. Fra gli scopi fondamentali – in senso fascista – della riforma vi era l'elevazione della scuola dell'obbligo ai 14 anni, la preminenza assoluta degli insegnamenti classici, i soli che permettessero l'accesso all'università in Italia, la realizzazione di un'istruzione tecnica per tutti coloro i quali invece non avessero mostrato sufficienti doti culturali per accedere ai gradi superiori d'istruzione.
Giuseppe Bottai si prefissò di allargare la base d'accesso agli atenei e propose l'unificazione delle scuole medie (unico provvedimento di questa riforma a essere sopravvissuto alla catastrofe bellica). Accusando la vecchia riforma Gentile di "intellettualismo", venne successivamente varata la legge 1º luglio 1940, n. 899, ma con l'entrata in guerra dell'Italia nella seconda guerra mondiale impedì la completa applicazione della riforma Bottai, che rimase sostanzialmente sulla carta.

### Le bonifiche e le opere pubbliche
Uno degli elementi che caratterizzò la propaganda fascista fu il tema delle bonifiche e della fondazione di nuove città. L'intensa attività relativa alla "bonifica integrale", all'appoderamento di terreni incolti e alla fondazione dei nuovi insediamenti, nasceva da specifici caratteri dell'ideologia fascista e in particolare dalle istanze tradizionaliste, antimoderne e antiurbane che caratterizzavano una parte del movimento fascista, senza per questo esaurirne la complessità, visto le opposte tendenze moderniste.
La "ruralizzazione" dell'intera società, il ritorno alla terra e alla civiltà contadina, fu un obiettivo prioritario dello stesso Mussolini tanto da condizionare le scelte economiche fin dal 1928. L'inurbamento era visto come la causa dell'abbassamento della natalità e origine di disordini sociali. Al contrario la possibilità di sfruttamento agricolo di nuovi territori che proseguivano analoghe iniziative avviate già sotto il governo Nitti, avrebbe incrementato la produzione cerealicola rendendo possibile l'autarchia alimentare, avrebbe creato una classe sociale di piccoli mezzadri o proprietari agricoli, legati alla terra con tutta la famiglia, stabilizzando così la struttura sociale, e combattendo così la denatalità, i disordini sociali, e la "degenerazione della razza".

Mussolini premia i coloni di Littoria 1933

Alcuni storici dietro l'ideologia nel "ruralismo" vedono altre motivazioni come una politica economica tesa a comprimere redditi e consumi, assorbendo il gran numero di disoccupati, causato anche dalla crisi mondiale successiva al 1929, cui l'industria non poteva dare lavoro, evitando l'arresto di una crescita demografica e facendo dell'agricoltura un serbatoio, in attesa che la produzione industriale superasse la crisi. L'attuazione degli interventi di bonifica prevedeva la pianificazione territoriale di ampia scala del territorio agricolo, la bonifica idrico-ambientale di vaste aree, la realizzazione di urbanizzazioni di varia tipologia insediativa, quasi sempre costituita da molti piccoli nuclei agricoli, ma che nel caso dell'imponente bonifica dell'agro pontino portò alla fondazione di nuove città tra cui Littoria (Latina) e Sabaudia. Questo ampio sviluppo urbanistico relativo alla creazione di nuovi insediamenti è stato recentemente oggetto di studi, riscoperte e pubblicazioni.
Oltre che nel Lazio interventi di bonifica furono intrapresi con alterni successi in Sardegna, Friuli, Puglia e Sicilia. Analoghi interventi di colonizzazione furono attuati in Libia.
Le aree necessarie a realizzare gli interventi venivano recuperate quasi sempre attingendo a terreni demaniali incolti, aree soggette ad usi civici, aree acquitrinose acquisite a poco prezzo e che venivano affidati all'ente incaricato della bonifica, principalmente l'O.N.C. (Opera Nazionale Combattenti), che provvedeva alla pianificazione, all'appoderamento e all'assegnazione dei vari appezzamenti a famiglie di mezzadri che avrebbero nel tempo ripagato gli investimenti iniziali e anche riscattata la proprietà. Furono numerosi i casi in cui anche privati (società anonime speculative, opere pie, famiglie della nobiltà romana) parteciparono, più o meno volontariamente, alle iniziative di bonifica appoderando terreni da valorizzare e usufruendo di mutui agevolati per le opere necessarie. Scarsi furono i casi di esproprio per inadempienza dei proprietari, tenuti ad eseguire le opere di appoderamento, soprattutto in Puglia e in Sicilia, nonostante che la legislazione fosse stata orientata in tal senso sia prima, sia durante il fascismo.
Il principale promotore di tale legislazione e in generale dei processi di bonifica integrale fu Arrigo Serpieri che però nel 1935 fu esonerato dall'incarico di responsabile delle bonifiche proprio a causa della sua intransigenza verso i mancati espropri. La fondazione di nuovi centri e le bonifiche rappresentarono probabilmente l'operazione di maggior valenza propagandistica per il regime, con riflessi anche all'estero, tanto da essere scelti come tema principale per l'esposizione che si tenne in concomitanza del primo decennale della Marcia su Roma, la 1ª Mostra nazionale delle Bonifiche, organizzata da una commissione presieduta dallo stesso Arrigo Serpieri. Questa importanza propagandistica fu uno dei motivi per il quale il modello delle iniziative di "bonifica integrale" fu replicato ovunque e in continuazione fino alle soglie del secondo conflitto mondiale.

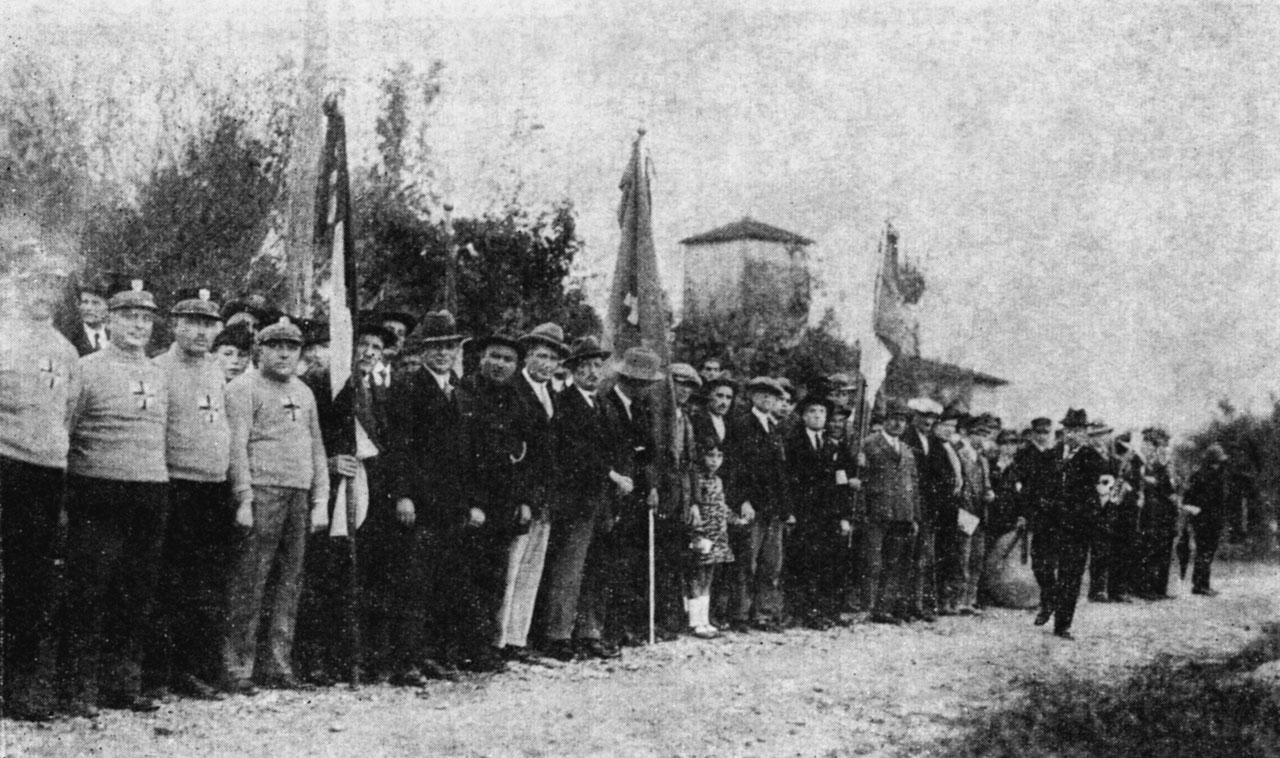
Inaugurazione dell'Autostrada Firenze - Mare nel 1928

Durante il periodo fascista vennero realizzate alcune opere pubbliche come l'autostrada Firenze-Mare e l'autostrada dei laghi, oltre a diverse opere di bonifica, soprattutto nel sud Italia, per un totale di 5.886.796 ettari trattati tra il 1923 e il 1938. Vennero poi completati alcuni nuovi collegamenti ferroviari, come le cosiddette "linee direttissime" Bologna-Firenze e Roma-Napoli, che si affiancavano alle precedenti e i cui lavori erano cominciati alcuni anni prima della grande guerra.
Nel 1927 fu bonificata la piana di Terralba, in Sardegna, dove sorse l'attuale Arborea, fondata dividendosi da Terralba e inaugurata il 29 ottobre 1928 come Villaggio Mussolini, in seguito rinominata Mussolinia di Sardegna con R.D. n.1869 del 29 dicembre 1930. La denominazione viene modificata in Arborea l'8 marzo 1944, con la pubblicazione sulla Gazzetta Ufficiale del provvedimento di variazione contenuto nel R.D. n.68 del 17 febbraio 1944. Sempre negli anni 30' venne fondata in Sardegna Carbonia. Il centro nacque negli anni trenta del Novecento per ospitare le maestranze impiegate nelle miniere di carbone che furono avviate in quegli stessi anni nel territorio dal regime fascista per sopperire alle necessità energetiche dell'Italia negli anni dell'autarchia.
Nel 1931 iniziarono le operazioni di bonifica idraulica dell'Agro Pontino, che videro al lavoro migliaia di uomini delle zone collinari lepine e poveri contadini del centro-nord, concluse in 3 anni. Vennero costruite nella nuova pianura ottenuta 3000 poderi da destinarsi, in buona parte, ai contadini che lavorarono alla bonifica (O.N.C.). Altre imponenti bonifiche si ebbero nella valle del Po, in località Le Matine, nel metapontino, in maremma e nella Piana Reatina per bonificare la quale furono realizzate due dighe, di cui una era a quel tempo la più alta d'Europa con oltre 100 metri, esistenti tuttora e formanti i bacini artificiali del Salto e del Turano in provincia di Rieti.

## L'Impero fascista

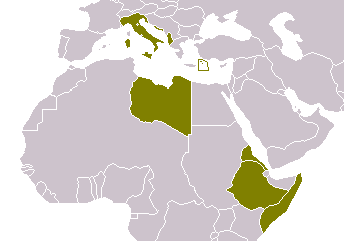
L'Impero italiano nel 1940

La politica del governo Mussolini si indirizzò anche verso la creazione di un impero coloniale, quale "retrovia" e riserva demografica, industriale, agricola e di materie prime in caso di un nuovo conflitto generalizzato in Europa. Giocoforza, questo impero non poteva che essere cercato in Etiopia, uno dei pochi territori africani ancora indipendenti. La guerra d'Etiopia, lungamente ritardata da Mussolini proprio per trovare con inglesi e francesi un accordo diplomatico che smembrasse l'impero di Haile Selassie senza ricorrere all'invasione, portò alla rottura dei cordiali rapporti finora intrattenuti coi vecchi alleati. L'Italia subì delle sanzioni economiche e i suoi rapporti con le nazioni democratiche si incrinarono definitivamente. Nelle sue memorie, Winston Churchill descrisse come segue la situazione diplomatica successiva alla crisi etiopica: «la politica britannica aveva forzato Mussolini a cambiare fronte. La Germania non era più isolata. Le quattro potenze occidentali erano divise due contro due anziché tre contro una», mentre invece il diplomatico sir Robert Vansittart «pensava continuamente alla minaccia tedesca e avrebbe voluto avere la Gran Bretagna e la Francia organizzate al massimo delle loro forze per affrontare questo più grave pericolo, con l'Italia dietro di loro come amica e non come nemica»

### La guerra d'Etiopia

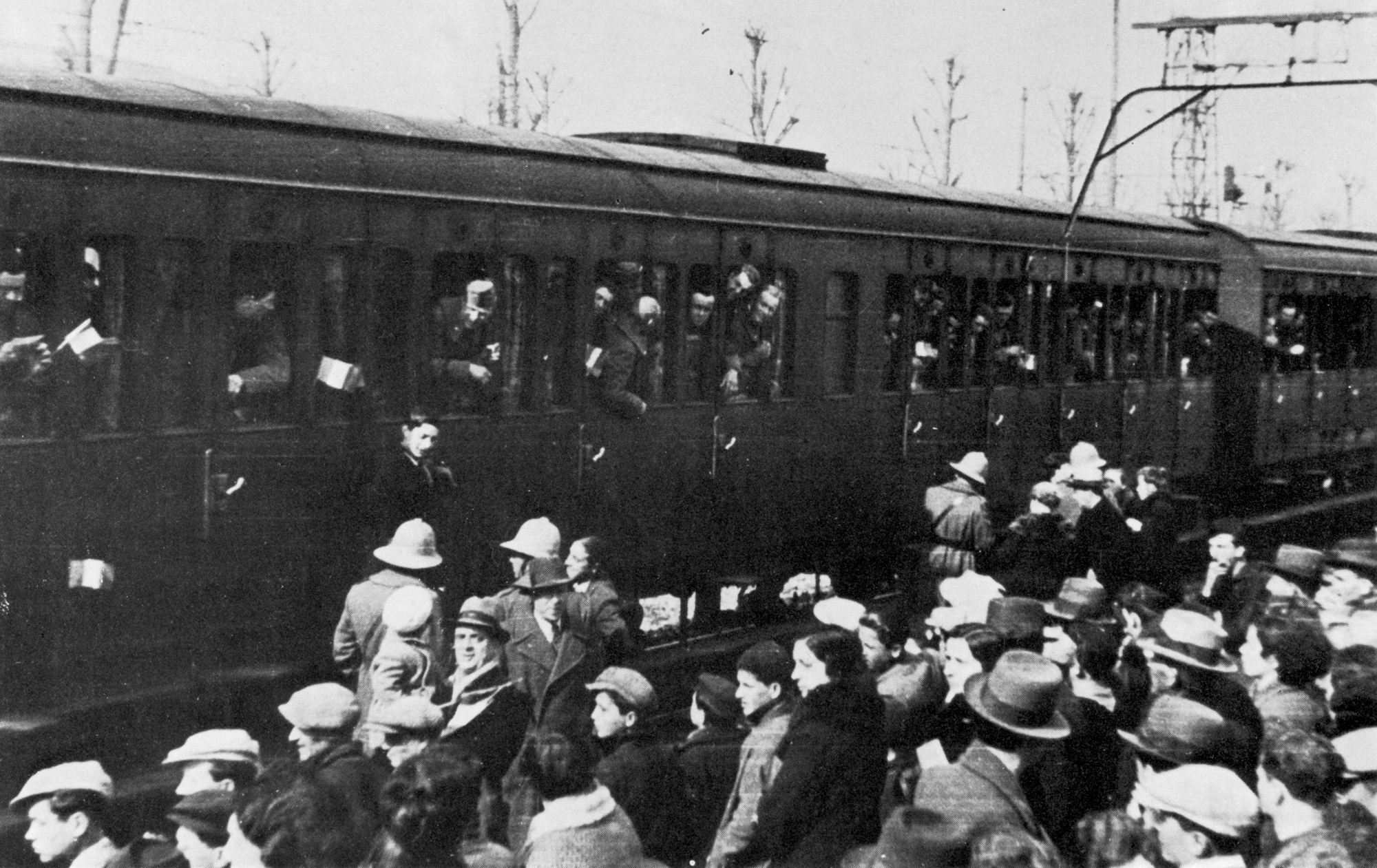
Soldati italiani in partenza per l'Etiopia

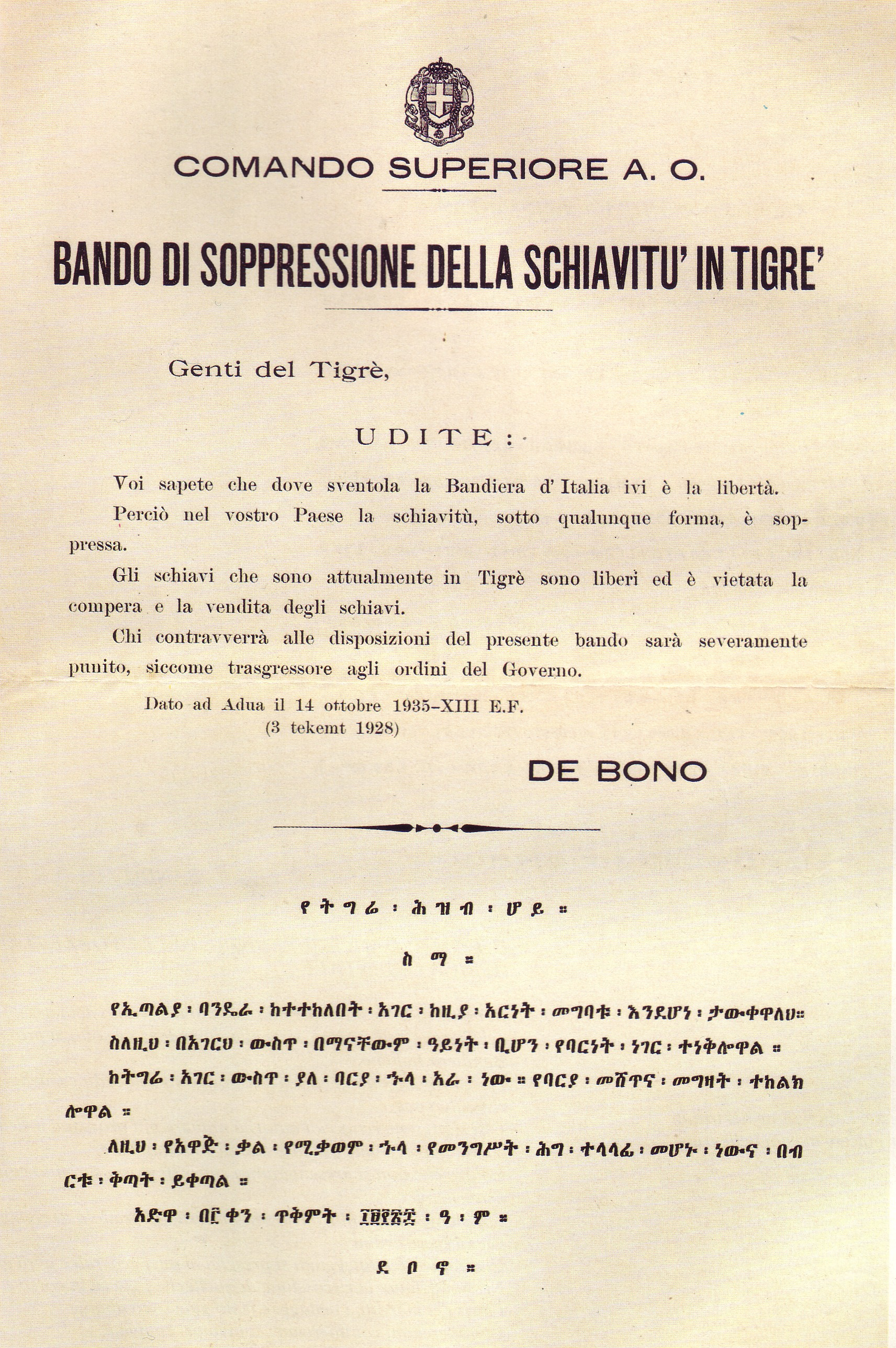
Bando di soppressione dello schiavismo nella regione dei Tigrè, emanato dal governo Mussolini e firmato dal governatore De Bono

La campagna militare italiana per la conquista dell'Impero d'Etiopia fu conseguenza della decisione di Mussolini di fornire all'Italia un'ampia retrovia coloniale dove attingere materie prime, derrate, uomini e fornire altresì uno sbocco all'emigrazione in vista di un prossimo e probabile conflitto generalizzato in Europa. Infatti il crollo repentino del Fronte di Stresa in funzione di contenimento della Germania nazista aveva posto Mussolini di fronte alla prospettiva di un isolamento dell'Italia in caso di guerra con i tedeschi per il mantenimento dello status quo in Europa. Questo aveva convinto il dittatore italiano che l'Italia poteva fare una politica autonoma solo a patto di ottenere un'autosufficienza alimentare, industriale e demografica che il solo territorio metropolitano e le colonie fino allora acquisite non potevano garantire.
La guerra d'Etiopia fu condotta dall'Italia senza risparmio di forze e mezzi, e fra questi vi fu anche l'impiego di armi chimiche, tra le quali il gas asfissiante fosgene e il gas vescicante iprite. Il suo uso ebbe come pretesto e venne giustificato come rappresaglia per le violazioni abissine della Convenzione di Ginevra (uso di pallottole dum-dum,, atrocità contro i prigionieri)  compiute da parte italiana. La repressione fu compiuta anche con l'istituzione di campi di concentramento, forche pubbliche, uccisione di ostaggi, mutilazioni di nemici catturati. Alcuni militari italiani si fecero riprendere dai fotografi accanto ai cadaveri penzolanti dalle forche o accoccolati intorno a ceste piene di teste mozzate. Qualcuno si mostrò sorridente ai fotografi mentre teneva in mano, per i capelli, uno di questi lugubri trofei. Un altro sanguinoso episodio dell'occupazione italiana in Etiopia fu la strage di Addis Abeba del febbraio 1937, seguita a un attentato dinamitardo contro Graziani.
Dal punto di vista propagandistico, essa fu il più grande successo del regime fascista: riuscì a attirare intellettuali e perfino antifascisti attorno ai leitmotiv del posto al sole, della liberazione degli abissini dalla schiavitù e della rinascita dell'Impero Romano.
Come conseguenza dell'aggressione all'Etiopia, l'Italia subì la ferma condanna della Società delle Nazioni, che determinò un blocco commerciale del mar Mediterraneo e le sanzioni economiche condotte da 52 nazioni (fra cui tutte le potenze coloniali europee). Ciò favorì l'avvicinamento economico e politico dell'Italia alla Germania nazista (sebbene questa avesse rifornito di armi l'Etiopia in funzione anti-italiana sino a poco prima del conflitto), che era già uscita dalla Società delle Nazioni e aveva osteggiato il trattato di Versailles del 1919.
In seguito l'Impero in Africa Orientale fu tuttavia amministrato con pugno di ferro contro le bande di ribelli e lealisti al vecchio governo del Negus, e si preparò una forma di sviluppo separato fra le popolazioni indigene e i nuovi coloni italiani non dissimile dall'apartheid praticato in alcune colonie e dominion britannici come il Sudafrica. Se non altro vennero anche liberate decine di migliaia di schiavi e si tentò di "avanzare l'Abissinia: costruzione di strade, scuole, ospedali, ferrovie (le locomotive "Littorine" sono in uso in Etiopia ancor'oggi), inoltre l'odierna Addis Abeba, capitale dell'Abissinia, o Etiopia, era un villaggio prima che venisse conquistata dall'Italia che ha costruito praticamente la totalità della città odierna.
In seguito nei vari tentativi di Mussolini di trovare una nuova intesa con la Gran Bretagna l'Italia propose di risolvere il cosiddetto "problema ebraico" in Europa e Palestina offrendo ai sionisti un piano embrionale di colonizzazione territori nel Goggiam già abitati da secoli da popolazioni abissine di religione israelita, i falascia, con la creazione di uno "stato" federato all'Impero Italiano in AOI. A quanto risulta il piano restò lettera morta.

### Le sanzioni economiche
L'11 ottobre 1935 l'Italia venne sanzionata dalla Società delle Nazioni per l'invasione dell'Etiopia. Le sanzioni, in vigore dal 18 novembre, consistevano in:
- embargo sulle armi e sulle munizioni;
- divieto di dare prestiti o aprire crediti in Italia;
- divieto di importare merci italiane;
- divieto di esportare in Italia merci o materie prime indispensabili all'industria bellica.

Paradossalmente, nell'elenco delle merci sottoposte ad embargo mancano petrolio e i semilavorati. In realtà fu soltanto la Gran Bretagna a osservare le regole imposte dalle sanzioni. La Germania hitleriana così come gli Stati Uniti furono i primi due paesi a schierarsi apertamente verso l'Italia, garantendo la possibilità di acquistare qualunque bene. L'Unione Sovietica rifornì di nafta l'esercito italiano per tutta la durata del conflitto, e anche la Polonia si dimostrò piuttosto aperta.

### Il consenso e la propaganda
L'effetto emotivo delle sanzioni venne sfruttato dal regime affinché l'Italia si stringesse intorno a Mussolini. Le grandi potenze coloniali occidentali furono etichettate quali plutocrazie ostili al raggiungimento da parte dell'Italia di un posto al sole, e tra queste la Gran Bretagna veniva chiamata perfida Albione. Ritornò in voga il patriottismo e la propaganda politica spinse affinché si consumassero solo prodotti italiani. Fu in pratica la nascita dell'autarchia, secondo la quale tutto doveva essere prodotto e consumato all'interno dello stato. Tutto ciò che non poteva essere prodotto per mancanza di materie prime venne sostituito: il tè con il carcadè, il carbone con la lignite, la lana con il lanital (la lana di caseina), la benzina con il carburante nazionale (benzina con l'85% di alcool) mentre il caffè venne abolito e sostituito con il quello d'orzo.
L'autarchia entrò anche nella lingua: sulla base di una "forma rozza di purismo" furono infatti banditi tutti i forestierismi da ogni comunicazione scritta e orale: ad esempio Chiave inglese diventò chiave morsa, cognac diventò arzente, ferry-boat diventò treno-battello pontone. Conseguentemente vennero rinominate tutte le città con nome francofono dell'Italia nord-occidentale e con nome tedescofono dell'Italia nord-orientale: secondo la toponomastica fascista, per fare un paio di esempi, Courmayeur diventò Cormaiore e Kaltern diventò Caldaro. Inoltre si affermava che anche l'uso del lei avesse origini straniere, perciò venne inaugurata una campagna per la sostituzione del lei con il voi, capeggiata dal segretario del partito Achille Starace.

Mussolini a Trieste, piazza Unità d'Italia

Intanto mentre la Società delle Nazioni sanzionò l'Italia, Emilio De Bono venne silurato in favore del maresciallo Pietro Badoglio, autorizzato ad utilizzare i gas. Mentre la guerra si trasformò in una fonte di onorificenze per tutti i gerarchi, Badoglio commise stragi terribili che finirono sui giornali esteri (quelli italiani censurarono ogni avvenimento). Alle 22:30 di sabato 9 maggio 1936 Mussolini annunciò al popolo italiano la fondazione dell'Impero. Le truppe del maresciallo Pietro Badoglio entrarono infatti in Addis Abeba il 5 maggio, ponendo così fine alla guerra d'Etiopia.
La nascita dell'impero comunque non portò nessuna delle ricchezze promesse: né oro, né ferro, né grano. L'Impero al contrario utilizzò il denaro statale per la costruzione di strade, di dighe e di palazzi e dette a Mussolini l'illusione di avere un esercito potente e la capacità di poter piegare gli stati europei che sanzionarono il paese senza peraltro mettere in pratica le temute minacce.

### L'Europa centrale
Spartiacque della politica estera fascista fu essenzialmente la prima crisi austriaca del 1934, con il tentativo di Hitler di annettere l'Austria dopo aver fatto assassinare il cancelliere austriaco Engelbert Dollfuss (amico personale di Mussolini). In quel frangente l'Italia schierò le proprie divisioni al Brennero, minacciando un'azione militare in difesa dell'alleato austriaco, se la Germania avesse varcato le frontiere. Di fronte a questa crisi – tuttavia – Francia e Gran Bretagna rimasero inerti. Per contrastare le mire hitleriane sulla prima repubblica austriaca, nell'aprile 1935 Mussolini invitò i governi francese e britannico alla conferenza di Stresa, il cui esito fu un sostanziale fallimento, risolvendosi in generiche dichiarazioni contro le intenzioni revisioniste della Germania, nonché ingenerando in Mussolini la convinzione di aver ricevuto l'implicita approvazione franco-britannica verso la conquista italiana dell'Impero d'Etiopia.
Il successivo accordo navale anglo-tedesco, firmato nel giugno dello stesso anno senza che il governo di Londra ne avesse informato gli alleati francese e italiano, apparve a Mussolini come un ulteriore atto di ipocrisia da parte dei britannici, i quali avevano sostanzialmente riconosciuto che la Germania non era più sottoposta ai vincoli militari imposti dal trattato di Versailles del 1919.

### L'intervento nella guerra civile spagnola

Reduci della Spagna sfilano dinanzi a Mussolini a via Nazionale a Roma

Il 18 luglio 1936 scoppiò la guerra civile spagnola che vide contrapposti le sinistre del Fronte Popolare, che erano al potere dalle elezioni del 1936, e la falange spagnola, una forza ideologicamente paragonabile al fascismo. Questa organizzazione non sarebbe mai stata capace di mettere il potere nelle mani del generale galiziano Francisco Franco senza l'aiuto della Chiesa Cattolica, della Germania nazista e dell'Italia fascista, che la finanziava. Mussolini fornì in via ufficiosa l'appoggio alla Falange inviando un contingente di circa 50.000 uomini inquadrato nel Corpo Truppe Volontarie, e un contingente della Regia Aeronautica denominato Aviazione Legionaria.
Allo scoppio delle ostilità oltre 60.000 volontari accorsero da 53 nazioni in aiuto dei repubblicani. Gli italiani accorsi a combattere per la Seconda Repubblica Spagnola erano fra i più numerosi, superati solo da tedeschi e francesi. Tra essi alcuni dei nomi più noti della resistenza al fascismo, come Emilio Lussu, Palmiro Togliatti, Pietro Nenni, Carlo Rosselli e il fratello Nello Rosselli (assassinati qualche tempo dopo in Francia).
Ciò che spinse Mussolini a lanciarsi in un'impresa senza alcun reale tornaconto fu probabilmente la possibilità di offrire agli italiani reduci dalla conquista dell'Etiopia un'altra avventura bellica. Per Hitler invece la questione era legata alle materie prime presenti in Spagna: la Germania aveva infatti un disperato bisogno del ferro spagnolo che nel 1937 verrà importato per una quantità pari a 1.620.000 tonnellate; Hitler voleva inoltre sondare la sua capacità bellica in una sorta di test per le armi e gli equipaggiamenti che l'industria tedesca stava sviluppando per la Wehrmacht. Oltre al carattere economico di questo scontro si deve evidenziare la lotta ideologica in corso, tra fronti popolari e fascismi, con la complicazione data dalla natura della repubblica spagnola, di chiara ispirazione socialista. Forse proprio per questo le democrazie liberali non difesero tenacemente (ad esempio ricorrendo ad un blocco navale) la Spagna dall'aggressione fascista, poiché vedevano nella nascita di uno "stato rosso" nella penisola iberica un pericolo soprattutto per i loro interessi in Africa e in America latina. L'attiva partecipazione dell'Unione Sovietica alla guerra e il tentativo di egemonizzare la linea politica delle forze di sinistra spagnole erano una prova di questo pericolo, considerato dalle democrazie occidentali non meno grave del sorgere di un'ulteriore dittatura di stampo fascista.
Nessuno dei due dittatori ebbe comunque il tornaconto sperato dalla vittoria finale di Franco. Quest'ultimo infatti negherà l'appoggio all'Asse e si dichiarerà non belligerante nei confronti di Francia e Gran Bretagna allo scoppio della seconda guerra mondiale, rifiutando in seguito l'accesso alle divisioni tedesche che avrebbero dovuto assaltare Gibilterra. Mussolini, dal canto suo, non fu mai risarcito per le ingenti perdite di mezzi subite dall'Italia durante la guerra civile spagnola.

### L'alleanza con la Germania nazista
Dal 1938 in Europa si iniziò a respirare aria di guerra: Hitler aveva già annesso l'Austria e i Sudeti e con la successiva conferenza di Monaco gli venne dato il lasciapassare per l'annessione di tutta la Cecoslovacchia, mentre Mussolini dopo l'Etiopia stava cercando nuove prede per non perdere il passo dell'alleato d'oltralpe. La vittima designata venne trovata nel Regno albanese.
Il 10 febbraio 1939 fu comunicata alla stampa la notizia della morte di papa Ratti, stroncato da un attacco cardiaco, a causa e a seguito del quale restò inedito «un messaggio ai vescovi, di forte impronta politica», successivamente identificato con l'enciclica Humani generis unitas.

Il 12 marzo venne incoronato papa Pio XII, che il giorno seguente lesse il suo primo messaggio pubblico alla Radio Vaticana, contenente uno dei numerosi appelli alla pace nel mondo.
Il 7-8 aprile 1939, Tirana fu conquistata dalle forze fasciste, in due soli giorni, con un ausilio stimato in 22.000 uomini e 140 carri armati. Dopo la conquista del regno, venne instaurato un governo fantoccio con una nuova Costituzione, approvata il 12 aprile del 1939 a Tirana, che trasformò il regno europeo nel Protettorato Italiano del Regno d'Albania, le cui premesse furono poste con la campagna di Albania. Il 16 aprile dello stesso anno il trono albanese fu assunto dal Re d'Italia Vittorio Emanuele III.
Il 22 maggio tra Germania e Italia venne firmato il Patto d'Acciaio. Tale patto assumeva che la guerra fosse imminente, e legava l'Italia in un'alleanza stretta con la Germania. Alcuni membri del governo italiano si opposero, e lo stesso Galeazzo Ciano, firmatario per l'Italia, definì il patto una «vera e propria dinamite».

### L'antisemitismo e le leggi razziali
I primi anni dell'Italia fascista non videro provvedimenti razzisti, anzi nel regime erano ben inseriti molte personalità di origine ebraiche (dal ministro delle finanze Guido Jung, all'economista Gino Olivetti finanziatore del partito e della marcia su Roma insieme ad altri industriali ebrei, fino a Margherita Sarfatti, musa e amante di Mussolini stesso). Tra i fascisti della prima ora vi erano moltissimi italiani di religione ebraica, tant'è che centinaia di essi parteciparono alla marcia su Roma.
La "questione ebraica", sulla scorta di quanto avveniva nella Germania nazista, si presentò in Italia soltanto alla fine degli anni 1930. Quando Hitler salì al potere in Germania nel 1933 emanò subito provvedimenti volti alla discriminazione negativa della popolazione ebraica, i quali non trovarono il favore di Mussolini che esplicitò la sua contrarietà.
Il comportamento di Mussolini verso gli ebrei sarebbe cambiato. Alcuni ebrei influenti si opposero apertamente alla guerra d'Etiopia e alla partecipazione alla guerra civile spagnola e da allora Mussolini cominciò a vedere gli ebrei con occhi diversi.
Il 14 luglio 1938 fu pubblicato sui maggiori quotidiani nazionali il Manifesto della razza. In questa sorta di tavola redatta da cinque cattedratici (Arturo Donaggio, Franco Savorgnan, Edoardo Zavattari, Nicola Pende e Sabato Visco) e da cinque assistenti universitari (Leone Franzi, Lino Businco, Lidio Cipriani, Guido Landra e Marcello Ricci) venne fissata la «posizione del fascismo nei confronti dei problemi della razza».
I dieci dettami erano:
1. Le razze umane esistono.
2. Esistono grandi razze e piccole razze.
3. Il concetto di razza è un concetto puramente biologico.
4. La popolazione dell'Italia attuale è nella maggioranza ariana e la sua civiltà è ariana.
5. È una leggenda l'apporto di masse ingenti di uomini in tempi storici.
6. Esiste ormai una pura razza italiana.
7. È tempo che gli italiani si proclamino francamente razzisti.
8. È necessario fare una netta distinzione fra i mediterranei d'Europa (occidentali) da una parte e gli orientali e gli africani dall'altra.
9. Gli ebrei non appartengono alla razza italiana.
10. I caratteri fisici e psicologici puramente europei degli Italiani non devono essere alterati in nessun modo.

Con questo manifesto si dava il via a quel processo che portò alla vergognosa promulgazione delle leggi razziali. La Camera le approvò il 14 dicembre 1937: dei 400 deputati in carica, erano presenti 351, che votarono a favore all'unanimità, dove tra l'altro va segnalata la presenza di quattro deputati ebrei (Guido Jung, Gino Arias, Riccardo Luzzatti e Gian Jacopo Olivetti). Il Senato le approvò il 20 dicembre, dove furono presenti solo 164 senatori su 400, dei quali solo 10 furono i voti contrari.
Nell'autunno 1938, nel quadro di una grande azione razzista già tempo prima, il governo Mussolini varò la "normativa antiebraica sui beni e sul lavoro", ovvero la spoliazione dei beni mobili e immobili degli ebrei residenti in Italia.

### La persecuzione degli omosessuali
Gli omosessuali, un altro gruppo perseguitato dalle politiche del governo nazista di Hitler, non furono perseguitati ufficialmente dal governo fascista in quanto tali. Più di trecento persone furono allontanate, soprattutto dopo la promulgazione delle leggi razziali nel 1938; di questi, 42 erano di Catania, ove il questore Molina fu tra i pochi ad applicare effettivamente tale legge, invece assai meno applicata altrove.

## La seconda guerra mondiale
La crisi interna del regime negli ultimi anni prima dello scoppio della seconda guerra mondiale, il logoramento delle forze armate dopo cinque anni di continui impegni militari (Abissinia, Spagna, Albania), l'emergere deciso della Germania come prima potenza militare d'Europa e la sua alleanza con Stalin (Patto Molotov-Ribbentrop), spinsero Mussolini verso una politica doppiogiochista (alleanza dichiarata con la Germania, trattative sotterranee con il Regno Unito) che portò l'Italia in guerra. Durante la prima fase del conflitto la politica estera fascista fu sostanzialmente mossa dal tentativo di svilupparsi parallelamente (e talvolta ai danni) di quella tedesca: un tentativo destinato a fallire in seguito ai numerosi rovesci militari subiti dalle forze armate italiane su quasi ogni fronte. Si segnala, in questo periodo, la durezza del contegno italiano verso la Francia, sconfitta dai tedeschi, il quale fu fra i principali motivi per i quali questa nazione non si unì decisamente all'Asse.
Sempre più prigioniera della propria propaganda, la politica estera fascista fu spinta ad azioni dettate più dalle necessità ideologiche che non da quelle pragmatiche, infilando il paese in una spirale di fallimenti della quale si giovarono tanto gli alleati dell'Asse quanto i nemici. A partire dal 1943, Mussolini cercò continuamente di convincere Hitler della necessità di un accordo con l'Unione Sovietica, per concentrare le forze contro gli angloamericani, mentre, tuttavia, continuavano segretamente i contatti fra il dittatore italiano e il premier britannico Winston Churchill. Con la caduta del fascismo, l'armistizio di Cassibile e la nascita della RSI cessò quasi del tutto ogni residuo tentativo di politica estera autonoma del regime, eccezion fatta per le pressioni su Hitler per un accomodamento russo-tedesco e gli sporadici contatti fra Mussolini e Churchill.

### L'entrata in guerra dell'Italia
Il 1º settembre 1939 60 divisioni tedesche invasero la Polonia dando il via alla seconda guerra mondiale. Rapidamente l'esercito tedesco riuscì a conquistare Varsavia per poi spostare le sue attenzioni prima al nord, occupando Danimarca e Norvegia; rivolse poi le sue forze ad ovest avanzando contro i Paesi Bassi e, attraverso il Belgio, contro la Francia.
Benito Mussolini rimase in attesa degli eventi e inizialmente dichiarò l'Italia non belligerante. Fino a quando, impressionato dalle facili e rapide vittorie della Germania e dall'imminente crollo della Francia, si convinse di una vittoria nazi-fascista e annunciò in un discorso a Roma il 10 giugno del 1940 l'entrata in guerra dell'Italia contro la Francia e l'Inghilterra lo stesso giorno, dando consegna a quasi tutti i comandi di mantenere un contegno difensivo verso la Francia. Il 21 giugno, dopo la firma dell'armistizio franco-tedesco (il 17 giugno), 325.000 soldati italiani ricevettero l'ordine di attaccare le restanti forze francesi oltre le Alpi. Nessuno in Italia sembrò rendersi conto della capitolazione della Francia e l'azione fu giudicata malissimo dall'opinione pubblica internazionale. Franklin Delano Roosevelt arrivò a definire l'azione una «pugnalata alla schiena». Il 24 giugno venne firmato l'armistizio italo-francese, che sanciva una smilitarizzazione in territorio francese dei 50 km vicini al confine. Le divisioni italiane avanzarono di soli 2 km, con la perdita di 6 029 uomini contro i 254 francesi.
Dopo la battaglia delle Alpi Occidentali e la riuscita conquista della Somalia Britannica, venne annunciato l'inizio della campagna italiana di Grecia, che Mussolini decise di invadere senza prima avvertire l'alleato tedesco, annunciata al grido di "spezzare le reni alla Grecia" e dopo la promessa delle dimissioni da italiano nel caso le truppe italiane non fossero riuscite nell'impresa, fu lanciato l'attacco il 28 ottobre. Le divisioni italiane si trovarono ben presto in difficoltà davanti a una resistenza inaspettata, e con un equipaggiamento arretrato e inadeguato. Hitler si vide quindi costretto a inviare la sua Wehrmacht nei Balcani per risolvere in breve tempo la situazione. La mossa peraltro rimandò di qualche tempo l'invasione della Russia (operazione Barbarossa), tanto che lo stesso Führer, qualche anno dopo, indicò questa occasione come una delle cause della futura sconfitta tedesca.
A seguito di questa esperienza, Mussolini perse l'iniziativa e continuò ad utilizzare l'esercito italiano come supporto all'alleato tedesco, inviando le sue truppe alpine in Russia.

### La caduta del fascismo e l'armistizio dell'Italia
Dopo che in maggio le ultime unità della Prima Armata italiana si arresero in Tunisia, il 10 luglio 1943 una potente forza d'invasione anglo-americana riuscì a sbarcare sulle coste sud della Sicilia. La resistenza delle truppe italiane, demoralizzate e prive di mezzi moderni per contrastare le preponderanti forze alleate, fu debole e ci furono cedimenti di alcuni reparti; il piccolo contingente tedesco poté solo rallentare l'avanzata del corpo di spedizione alleato. Il re e lo stato maggiore capirono ben presto che ormai era ora di esautorare Mussolini, che in soli tre anni di guerra aveva creato una situazione insostenibile. Il 24 luglio, dopo lunghe pressioni, il Duce si vide costretto a convocare il Gran Consiglio del Fascismo che votando l'ordine del giorno Grandi portò alla destituzione e all'arresto di Mussolini (25 luglio) e al ritorno dei poteri militari al re.
Finalmente destituito Mussolini, il nuovo governo italiano di Pietro Badoglio cominciò a trattare la resa con i comandi Alleati che ormai stavano dilagando in Sicilia. Lo scioglimento del PNF da parte del nuovo governo Badoglio avvenne il 2 agosto 1943 con il regio decreto legge n.704. Il 3 settembre a Cassibile (presso Siracusa) il generale Giuseppe Castellano firmò segretamente l'armistizio a Cassibile con l'impegno di comunicarlo alla nazione entro 15 giorni, poco prima di un programmato sbarco alleato sulla penisola.
L'8 settembre 1943 si svolsero eventi che colsero impreparati il governo e la corona: gli Alleati, dopo aver avvisato Badoglio dell'impossibilità della difesa di Roma, ingiunsero l'obbligo al governo italiano di annunciare l'armistizio entro le 18.30 dello stesso giorno in quanto era già stato programmato uno sbarco a Salerno. La paura cominciò a diffondersi presso i vertici del paese, che per un momento pensarono anche di fingere una rottura con gli anglo-americani per guadagnare tempo con i tedeschi. All'ora prestabilita il generale americano Dwight D. Eisenhower annunciò alla radio l'armistizio, seguito alle 19.42 da Badoglio che concluse il comunicato con l'ambigua dichiarazione: «Ogni atto di ostilità contro le forze angloamericane deve cessare da parte delle forze italiane in ogni luogo. Esse però reagiranno ad eventuali attacchi da qualsiasi altra provenienza». Soprattutto quest'ultima frase, seguita dalla fuga del re e di Badoglio da Roma alle 5 del mattino del 9 settembre, furono gli atti che portarono al caos che seguì quel giorno, in cui nessun ordine ufficiale fu impartito, lasciando le unità dislocate sui vari fronti senza direttive chiare e alla mercé delle truppe tedesche, che reagirono furiosamente alla notizia di quello che ritennero un tradimento degli ex alleati italiani.

### La guerra civile, la Resistenza e le repubbliche partigiane
Nell'Italia del sud liberata dagli Alleati e formalmente guidata dal re e dal suo governo si cercava di tornare lentamente alla normalità, ripristinando – per quanto possibile – l'ordinamento pre-fascista. Contemporaneamente Mussolini, liberato dalla prigionia dai tedeschi su ordine di Adolf Hitler, dette vita ad uno stato nell'Italia centro-settentrionale. Si trattava della Repubblica Sociale Italiana, fondata a Salò, in Provincia di Brescia, riconosciuta internazionalmente solo dalle forze dell'Asse.
Dal 14 novembre 1943 al 25 aprile 1945 la penisola fu quindi divisa in due da una linea di confine non ben definita: tale linea continuò a spostarsi sempre più a nord durante il corso del conflitto, fino ad attestarsi per un certo periodo (9 mesi, dall'agosto 1944 all'aprile 1945) sulla Linea Gotica. In seguito allo sfondamento di quest'ultima nelle ultime settimane di guerra, l'esercito tedesco si ritirò completamente dal suolo italiano e la Repubblica Sociale fu smantellata dagli Americani.

### La Repubblica Sociale Italiana
Dopo la rovinosa caduta del fascismo il 25 luglio 1943, il fascismo crollò in tutta Italia e non vi fu alcuna reazione negativa all'arresto di Mussolini degna di nota, né da parte del Partito (che fu messo fuori legge), né della Milizia. Il segretario del PNF Scorza, anzi, scrisse prontamente una lettera di sottomissione a Badoglio, mentre nel Paese si moltiplicavano  manifestazioni contro la guerra e di sincera gioia per la caduta del regime, duramente represse per ordine di Badoglio. Il fascismo si riorganizzò faticosamente grazie all'occupazione tedesca nel centro-nord del Paese in seguito all'armistizio di Cassibile, dopo l'8 settembre 1943. La rinascita di uno stato fascista nel centro-nord Italia ebbe carattere di discontinuità col precedente regime, tale che alcuni autori – prevalentemente di estrazione fascista hanno inteso separare radicalmente il fascismo del Ventennio da quello repubblicano.
La Repubblica Sociale Italiana si diede una propria base precisa ideologica con il Congresso di Verona, dove esponenti del partito fascista, e in particolare quelli di estrazione ex squadristica, si riunirono per ricreare il partito messo fuori legge dopo il 26 luglio 1943. Il Congresso richiese l'istituzione di un Tribunale straordinario speciale per processare i gerarchi che il 25 luglio si erano schierati contro Mussolini; approvò un manifesto programmatico che delineò la struttura del nuovo stato; proclamò la nascita della Repubblica sociale e prevedeva la convocazione di un'Assemblea Costituente, riaffermando l'alleanza con la Germania nazista.
La repubblica si fondò sui principi della Carta di Verona riaffermando allo stesso tempo soprattutto i principi del primo fascismo, sino alla Marcia su Roma, persi, secondo degli estensori della Carta stessa, durante il successivo ventennio del regime fascista. Tra tali principi primeggiava, per originalità, una politica economica tendente alla socializzazione delle fabbriche. Un segno di continuità col Fascismo della seconda parte del ventennio fu invece l'affermazione nei punti di Verona di una spietata componente antisemita, sotto forma di dichiarazione di decaduta cittadinanza italiana per gli ebrei, considerati "di nazionalità nemica per la durata della guerra".
L'Esercito Nazionale Repubblicano, sovente armato ed equipaggiato in modo approssimativo, era composto da nuclei di volontari e da un buon numero di coscritti, il cui richiamo coi vari bandi (pena di morte per i renitenti) provocò un fenomeno di renitenza alla leva che tuttavia finì per alimentare la resistenza italiana. Secondo i rapporti della Guardia Nazionale Repubblicana, formata in prevalenza da ex appartenenti alla MVSN, la coscrizione condusse anche alla fuga molti giovani che non rispondevano alla chiamata alle armi o abbandonavano i reparti appena raggiunti, parte dei quali riuscirono a riparare in Svizzera, mentre altri avrebbero finito per contribuire al formarsi (o l'ingrossarsi) di bande di malviventi.
Il dibattito interno alla dirigenza fascista repubblicana fra un esercito di soli volontari (Borghese, Pavolini) e un esercito di coscritti (Graziani) fu uno dei principali motivi di discussione nell'ambito della gerarchia fascista repubblicana e provocò non pochi problemi al funzionamento delle Forze Armate. Mussolini inizialmente era favorevole a un esercito di volontari e da reclutarsi fra i militari italiani internati in Germania. In seguito al duro e diffidente atteggiamento tedesco verso gli internati e soprattutto verso la popolazione maschile italiana atta alle armi o al lavoro, mutò opinione, autorizzando Graziani alla promulgazione dei bandi d'arruolamento di coscrizione..
Queste forze armate repubblicane tuttavia non godettero mai della fiducia dei comandi tedeschi e di Hitler, mentre i diversi ambienti politici del Reich le vedevano come una possibile minaccia ai loro obbiettivi di "satellizzazione" o addirittura di mutilazione dell'Italia in caso di vittoria dell'Asse. Per questo motivo, nonostante ogni pressione da parte del governo repubblicano e le prove di combattimento relativamente buone date in ogni (sporadico) impiego ai fronti, tali truppe furono usate principalmente per contrastare il crescente movimento della Resistenza che si stava sviluppando nelle regioni d'Italia occupate dall'esercito tedesco.
Il 23 settembre 1943 Mussolini dichiarò la nascita della Repubblica Sociale Italiana. A partire dall'8 settembre, a seguito dell'armistizio di Cassibile e della conseguente occupazione dell'Italia del centro-nord da parte delle truppe tedesche, diverse sedi del disciolto Partito Nazionale Fascista erano state già riaperte da gruppi di fascisti. Queste divennero di fatto a seguito dell'annuncio di Mussolini le sedi del nuovo PFR.
Il 7 novembre 1943 su il Corriere della Sera fu annunciata la convocazione del Congresso del nuovo partito che si sarebbe tenuto a Verona il 15 novembre con l'obiettivo di esaminare il progetto di una nuova costituzione repubblicana fascista.
La Repubblica Sociale Italiana fu formalizzata dal Congresso di Verona del Partito Fascista Repubblicano. Nel corso del congresso fu sancita la nascita di una nuova Repubblica denominata "sociale" e la successiva convocazione di un'Assemblea Costituente, riaffermando i principi ispiratori della prima fase del Fascismo (cosiddetto diciannovista") persi - a detta degli estensori della Carta stessa - durante il ventennio fascista; fu riaffermata l'alleanza con la Germania nazista; fu redatto un manifesto programmatico noto come "Manifesto (o carta) di Verona" che sancì la struttura del nuovo Stato; fu prevista, come elemento caratterizzante di politica economica, la socializzazione delle fabbriche (che tuttavia non venne mai attuata); fu istituito un Tribunale straordinario speciale per processare i gerarchi che firmando l'Ordine del giorno Grandi durante il Gran Consiglio del Fascismo il 24 luglio 1943 si erano schierati contro Mussolini e avevano provocato di fatto la caduta del governo fascista e l'arresto di Mussolini.
Venne anche costituito un esercito composto da un limitato numero di volontari, da reclutati a forza (pena di morte per i renitenti) e dai militari italiani deportati in Germania liberati in cambio dell'adesione alla RSI. Tali forze armate, su cui i comandi tedeschi riponevano scarsa fiducia, furono usate principalmente per contrastare il crescente movimento di resistenza che si stava sviluppando nelle regioni d'Italia occupate dall'esercito nazista. Questa fase politica del fascismo, definita "repubblicana" per contrasto con quella precedente, fu definita con intenti denigratori "repubblichina" dalle forze della Resistenza.

### La fine della guerra, la morte di Mussolini e la nascita della Repubblica Italiana
Nel frattempo, la Wehrmacht era ormai in ritirata su tutti i fronti e, nonostante gli sforzi di difesa sulla Linea Verde, i rifornimenti e l'equipaggiamento non erano nemmeno lontanamente paragonabili a quello degli alleati, che potevano anche contare sul supporto delle truppe partigiane e sulla collaborazione della popolazione che era avversa all'occupazione nazista.
Le principali città italiane furono abbandonate dai tedeschi davanti all'avanzata anglo-americana e all'insurrezione generale ordinata dal CLN; i comandi nazisti in Italia decisero di trattare autonomamente la resa per assicurarsi una ritirata sicura verso la Germania. Nel frattempo Mussolini, dopo il tentativo di un accordo parallelo, decise di aggregarsi a una colonna tedesca per raggiungere la Germania. Fermato da un gruppo di partigiani nei pressi di Como fu imprigionato e quindi ucciso insieme a Claretta Petacci.
Gli altri gerarchi fascisti vennero processati e imprigionati, a volte giustiziati. Il 21 giugno 1946 scattò comunque l'amnistia presentata da Palmiro Togliatti. Con l'entrata in vigore della Costituzione della Repubblica Italiana nel 1948 il Partito Nazionale Fascista venne messo definitivamente fuorilegge e la sua ricostituzione severamente vietata. Per anni dopo la fine della guerra si registrarono omicidi e regolamenti di conti tra fascisti e antifascisti, come vendetta per tutto quello che accadde durante il ventennio precedente.